# Krieg und Frieden

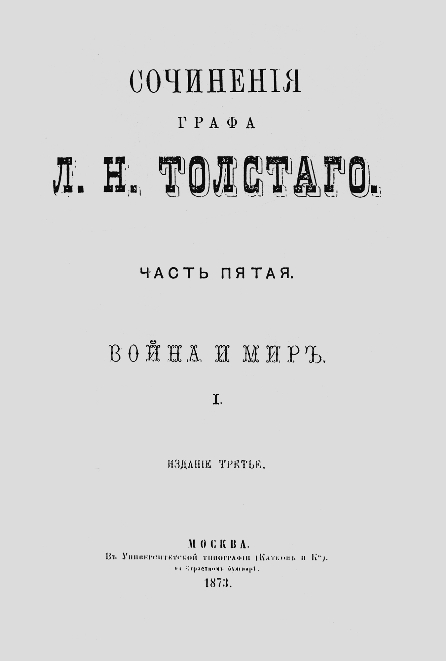
Krieg und Frieden, Band I, Kapitel 5

Krieg und Frieden (russisch Война и миръ (Originalschreibweise), deutsche Transkription Woina i mir, Transliteration Vojna i mir, Aussprache [vʌj.'na ɪ.'mir]) ist ein im realistischen Stil geschriebener, 1868/1869 publizierter historischer Roman des russischen Schriftstellers Lew Tolstoi.
Krieg und Frieden gilt als eines der bedeutendsten Werke der Weltliteratur (s. Rezeption und Adaptionen). In seiner Mischung aus historischem Roman und militär-politischen Darstellungen sowie Analysen der zaristischen Feudalgesellschaft während der napoleonischen Ära Anfang des 19. Jahrhunderts in Russland und den Kriegen zwischen 1805 und 1812 mit der Invasion Russlands 1812 nimmt Tolstois Werk die Montagetechnik moderner Romane des 20. Jahrhunderts vorweg.

## Inhalt

### Erstes Buch
Der Roman beginnt im Juli 1805 in St. Petersburg und Moskau. Das Land bereitet sich auf den Krieg gegen Napoleon vor und beruft die jungen Männer zum Heer ein. Ihr Abschied von den Familien überschattet die Soireen und Feste der Oberschicht und kontrastiert mit der eingehenden Schilderung der luxuriösen Lebensumstände, der Vorbereitung der Bälle, der Präsentation der Garderoben, des Tafelgeschirrs, der Menüfolgen, des großen Stabes der Dienerschaft, der höfischen, floskelhaften Konversation in Französisch. Bei einer der Knüpfung nützlicher Verbindungen dienenden Abendgesellschaft im Adels- und Diplomatenmilieu, zu der Anna Pawlowna Scherer, eine Hofdame und Vertraute der Kaiserin, eingeladen hat, werden einige Hauptcharaktere eingeführt. Neben Annas Bekannten sind dies vor allem zwei die weitere Handlung bestimmende Personen: Pierre (Pjotr Kirillowitsch), der uneheliche, nach dem Tod seiner Mutter in Frankreich erzogene Lieblingssohn des wohlhabenden Grafen Besuchow, ist kürzlich vom todkranken Vater nach Russland zurückgeholt worden. Der in Paris zum Napoleon-Anhänger sozialisierte junge Mann ist wegen seiner naiven unkonventionellen Direktheit und gesellschaftlichen Unbeholfenheit in dem Feudalkreis mit seinen ritualisierten Umgangsformen ein von allen belächelter Fremdkörper. Tags darauf verweist ihn die Polizei, wegen einer nächtlichen Randale nach einem Gelage mit Anatol Kuragin und dessen Freunden, der Stadt; sein leichtsinniger Zechkumpan, der Offizier Fjodor Dolochow, wird zum gemeinen Soldaten degradiert (Teil I, Kap. VI). Bei der Soiree trifft er auf den desinteressiert bzw. spöttisch die Plaudereien der Gäste verfolgenden und daher arrogant wirkenden Fürsten Andrej Bolkonski, den Mann der von der Gesellschaft wegen ihrer Redseligkeit und Fröhlichkeit geliebten „kleinen Fürstin“ Lisa (I, IV). Dieser ist, ebenso wie Pierre, gelangweilt vom oberflächlichen Gesellschaftsklatsch und den Heiratsspekulationen der Anwesenden, fühlt sich nicht glücklich und in der Ehe eingeengt. Er möchte beidem durch Teilnahme am erwarteten Krieg gegen den von ihm ambivalent beurteilten Napoleon als Adjutant des Oberkommandierenden Kutusow entfliehen und dort einen Lebenssinn und Ruhm im Kampf finden. Die schwangere Lisa bringt er für diese Zeit zum Landsitz der Bolkonskis, das (so nur im Roman existierende) Gut Lyssyje Gori (Лысые Горы), im Gouvernement Smolensk, etwa 60 Werst von Smolensk entfernt. Dort residiert Andrejs Vater, Nikolai Andrejewitsch. Den einen exakten Stundenplan befolgenden und wegen seiner schroffen Strenge gefürchteten ehemaligen General nennt man insgeheim den „preußischen König“ („Der Dienst geht vor allem“, I, XXV). Bei ihm lebt Andrejs fromme, ihrem Vater ergebene Schwester Marja (I, XXIII ff.).
Mit Pierre wechselt die Handlung nach Moskau zu den Familien Besuchow (I, XII ff.) und Rostow (I, VII ff.), wobei die Ereignisse kontrastieren: Graf Besuchow stirbt, und da er keine legitimen Nachkommen hat, machen sich einige nahe Verwandte, vor allem Fürst Wassili Kuragin und Prinzessin Katharina, Hoffnung auf die reiche Hinterlassenschaft. Die Testamentsöffnung offenbart jedoch, dass das Erbe allein Pierre, zusammen mit dem Grafentitel und damit der Legitimation, vom Vater zugesprochen wurde. Gleichzeitig feiert die Familie Rostow ausgelassen den Namenstag von Mutter und jüngster Tochter. Graf Ilja Andrejewitsch Rostow und die Gräfin Natalja Rostowa führen trotz ungeordneter Finanzen – ihren Besitz mussten sie verpfänden und nach und nach Dorf um Dorf verkaufen (2. Buch, III, XI) – ein großzügiges, gastfreies Haus. Die jugendlich-unbekümmerten Liebesbeziehungen und Heiratswünsche ihrer Kinder werden thematisiert: Die lebhafte, graziöse 13-jährige Natascha (Natalie) und der mittellose Garde-Fähnrich Boris Drubezkoi gestehen sich ihre Liebe, ebenso der zwanzigjährige Nikolai und die im Haus aufgewachsene und mit keiner Mitgift ausgestattete fünfzehnjährige Cousine Sonja. Vera, die kühle Älteste, spielt mit dem Gedanken an eine nicht ganz standesgemäße Ehe mit dem Sohn eines armen livländischen Landadligen, dem karrierebewussten Offizier Alfons Berg. Es ist die einzige Beziehung, die wegen der relativ geringen Mitgift der Braut und mangels Alternativen von den Eltern erlaubt wird (2. Buch, III, XI). Bei den anderen Kindern kommen ihre Gefühle im weiteren Verlauf immer mehr in Konflikt mit den enger werdenden finanziellen Spielräumen, die eine Geldhochzeit als Lösung nahelegen. So heiratet Boris mit seinem Gespür für Aufstiegsbeziehungen schließlich die reiche Julie Karagin (2. Buch, V, V). Nur Sonja verzichtet auf eine Ehe und bleibt ihrer Liebe treu. Eine besondere Rolle spielt in der Liebesromanhandlung die schnell begeisterungsfähige und gern im Mittelpunkt stehende Natascha mit ihren situativ wechselnden Gemütslagen.

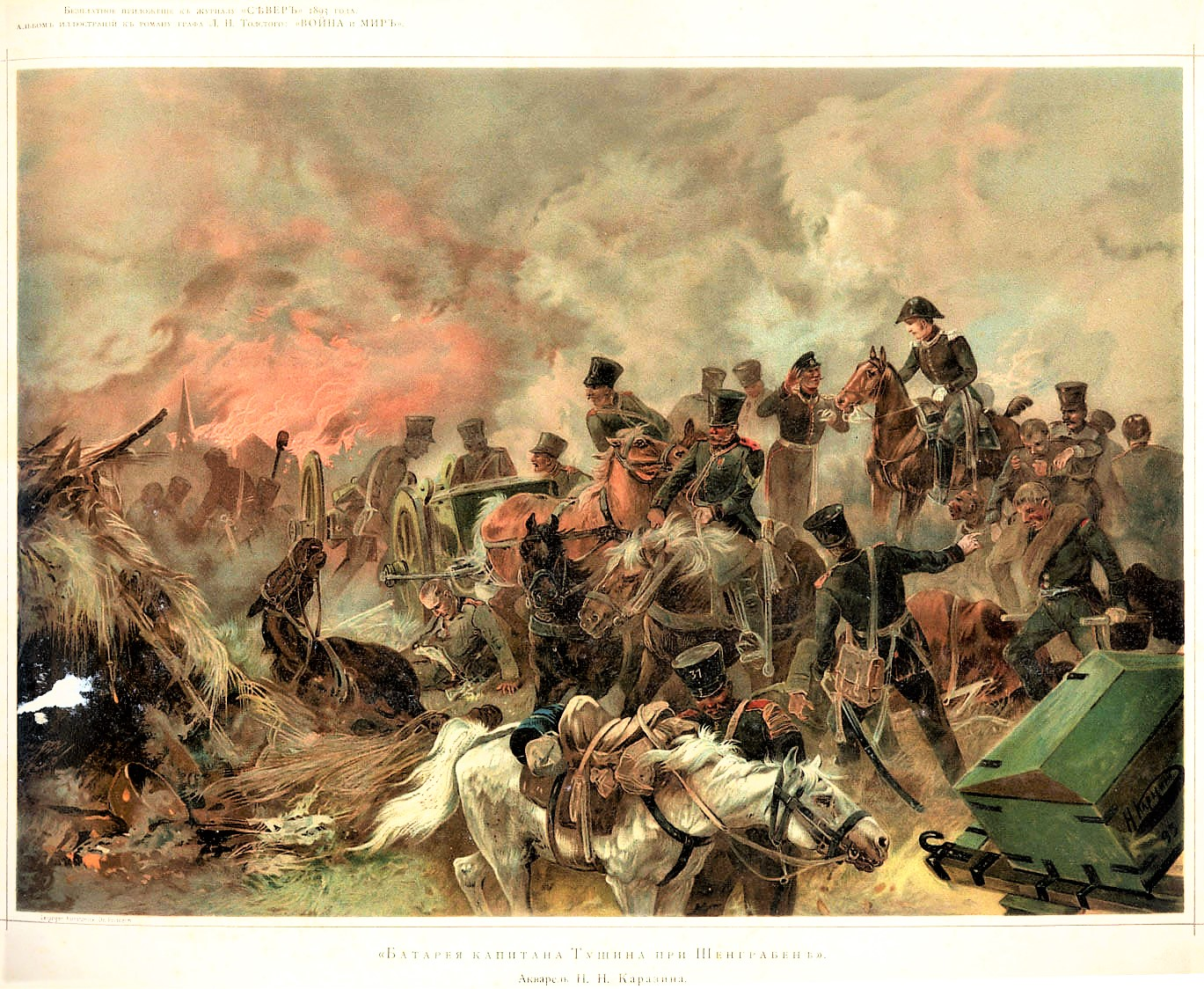
Die Batterie Hauptmann Tuschins hält dem Ansturm der französischen Armee stand. (1. Buch, II, XVII ff.)

Im zweiten Teil zeichnet der Autor in den ersten Kapiteln ein Bild vom Leben der Soldaten in der Etappe in Oberösterreich und arbeitet die historischen Ereignisse des Dritten Koalitionskrieges in die Romanhandlung ein. Dabei treten einige vom ersten Teil her bekannte Personen wieder auf: Aus den Perspektiven Andrejs, jetzt Kutusows Adjutant (II, II ff.), und Nikolais, Junker im Pawlograder Husarenregiment (II, IV ff.), erlebt man die Kriegshandlungen. Auch Dolochow erscheint wieder, nun als einfacher Infanterist, der nach dem Wiederaufstieg in den Offiziersstand strebt (II, I ff.). Während die französischen Truppen vorrücken, inspiziert Oberbefehlshaber Kutusow nach der Kapitulation der österreichischen Armee vor Ulm russische Infanterieregimenter im Raum Braunau am Inn, wo über die Strategie der Koalition beraten wird. Sein Adjutant Andrej ahnt die kommende Niederlage, sieht aber für sich eine Bewährungssituation (II, III). Die russischen Truppen ziehen sich vor den zahlenmäßig weit überlegenen Franzosen zurück und versuchen deren Vormarsch zu behindern, indem sie Brücken zerstören. Bei einer solchen Aktion erahnt Nikolai im Kugelhagel an der Enns in Todesangst zum ersten Mal die Fragwürdigkeit seiner jugendlichen Heldenträume (II, VIII). Der Sieg der Alliierten über eine französische Division bei Dürnstein, an dem Andrej beteiligt ist, kann den Vormarsch Napoleons nicht aufhalten, sondern nur verzögern. Andrej begleitet den ungeordneten Rückzug der russischen Soldaten, die geplünderte Dörfer zurücklassen. Er schließt sich der Truppe Pjotr Iwanowitsch Bagrations an, der es unter großen Verlusten in der Schlacht bei Schöngrabern gelingt, die zahlenmäßig überlegene französische Vorhut aufzuhalten und Kutusows Hauptarmee Zeit zur Reorganisation zu verschaffen. Während Andrej im Kugelhagel Befehle des Kommandeurs an die Kompanien der Frontlinie zu überbringen und deren Rückzug zu organisieren versucht, hofft Nikolai in Rittmeister Denissows Schwadron bei seinem ersten Einsatz „das Vergnügen einer Attacke zu erleben, über das er so viel von seinen Husarenkameraden gehört hatte“ (II, XIX). Er muss jedoch, nachdem sein Pferd getroffen wird und er zu Boden stürzt, mit verletztem Arm und desillusioniert zu Fuß vor dem Feind fliehen, wogegen Dolochow sich im Kampf durch Gefangennahme eines französischen Offiziers auszeichnen kann (II, XX).
Inzwischen hat sich im dritten Teil in Moskau Fürst Wassili Kuragin dem unerfahrenen und seit seiner Erbschaft gesellschaftlich umworbenen Pierre geschickt als Berater aufgedrängt, ihm zur Aufnahme ins diplomatische Corps und zum Titel eines Kammerjunkers verholfen und ihm nicht uneigennützig die Führung seiner Geschäfte aus der Hand genommen. Er hat ihn als Schwiegersohn vorgesehen und beherbergt ihn in seinem Haus in Petersburg, damit er täglich mit seiner schönen Tochter Hélène zusammentrifft. Deren Attraktivität erregt Pierre zwar, doch er weiß, dass das keine Liebe ist. Er empfindet sie als „dumm“, da sie an seinen Gesprächsthemen nicht interessiert ist. Beim Gedanken an eine Ehe stören ihn auch die Gerüchte von einer vielleicht intimen Liebesgeschichte mit ihrem Bruder Anatol: „Und wieder sagte er sich, es sei unmöglich, etwas Widerwärtiges, Widernatürliches und, wie ihm schien, Unehrenhaftes wäre in dieser Ehe.“ (III, I). Doch er hat nicht die Kraft, das Kuragin-Haus zu verlassen. Er spürt die Erwartung der Familie und die ausweglose Situation, denn er will die gastfreundlichen Leute nicht enttäuschen, zögert aber unentschlossen eine Entscheidung hinaus. Schließlich ergreift der Vater die Initiative, indem er einfach seine Zustimmung zu Pierres angeblicher Werbung gibt, wodurch Pierre sich zu einem Heiratsantrag gedrängt fühlt. Nach anderthalb Monaten ziehen die Neuvermählten in sein frisch renoviertes Petersburger Haus ein (III, II). Letztlich erfolglos bleibt Kuragin hingegen, als er beim Fürsten Bolkonsky für seinen leichtlebigen und verschwenderischen Sohn Anatol um dessen wenig attraktive und scheue Tochter Marja wirbt. Die Hochzeit mit der reichen Erbin würde Anatols ausschweifenden Lebensstil finanziell absichern. Bolkonsky durchschaut die versteckte Absicht sofort und rät seiner Tochter von einer traurigen Ehe ab (III, III). Marja gerät durch den Antrag in eine Konfliktsituation: Ihr gefällt der schöne junge Mann, sie träumt von einer eigenen Familie und könnte ihr einsames Leben auf dem Land beenden, sie leidet aber unter der Vorstellung, ihren alten Vater, der sie in seiner egozentrischen Liebe zugleich an sich bindet und demütigt, allein zurückzulassen. Ihre Entscheidung fällt, als sie ihren Freier kurz nach der Werbung bei der Umarmung ihrer schönen französischen Gesellschafterin Mademoiselle Bourienne überrascht, und sie lehnt enttäuscht das Ehe-Projekt ab (III, V.).
Nachdem die Familie Rostow nach langer Ungewissheit endlich einen Brief Nikolais erhalten hat, der sie über sein Wohlergehen aufklärt, springt die Romanhandlung zurück ins Kriegsgebiet nach Olmütz, wo sich die Truppen für die nächste Schlacht, die Schlacht bei Austerlitz, sammeln und bei der Parade vor dem österreichischen und dem russischen Kaiser mit euphorischer Siegeszuversicht defilieren. Die Spannung zwischen den an der Front kämpfenden Soldaten und Offizieren, die meist wie im Nebel orientierungslos ohne Überblick herumirren, und dem Oberkommando mit großem Stab in der Etappe, das über die eigene Strategie und über die Napoleons streitet, wird vom Erzähler für die Niederlage verantwortlich gemacht. Im Einzelfall entlädt sich der Ärger über diese Diskrepanz bei dem wegen seiner Tapferkeit zum Kornett ernannten Nikolai, als er Boris Drubezkoi und Alfons Berg, die gerade mit der Garde wie im „Spaziergang“ aus Russland angerückt sind, und indirekt auch dem zufällig anwesenden Adjutanten Andrej zornig ein geruhsames Kriegsleben vorwirft. Hier drückt sich ebenso seine Kritik an Andrej aus, der sich darin gefällt, junge Männer wie Boris zu unterstützen, obwohl er diese Hilfe für sich selbst ablehnen würde. Boris ist ein skrupelloser Karrierist, der wie seine Mutter persönliche Beziehungen zu einflussreichen Persönlichkeiten nutzt, um auf Stabsstellen ohne persönliche Gefahr nach oben zu kommen. Nikolai dagegen träumt vom Ruhm und Heldentod für Russland und den von ihm vergötterten Zaren Alexander. Auch Andrej träumt vom Ruhm, dem er alles opfern würde, allerdings ist es der Ruhm des erfolgreichen Strategen. Doch auf einen Adjutanten Kutusows hört niemand, denn die österreichischen und russischen Schlachtenplaner übergehen in ihrer Profilierungssucht und Selbstgefälligkeit die Pragmatiker und fallen auf die Schwäche vortäuschende Kriegslist Napoleons herein, der die angreifenden Russen aufreibt. Am Beispiel der beiden Protagonisten Andrej und Nikolai erzählt Tolstoi die Niederlage, einmal als einzelne Aktion und einmal als Panoramabild. Als Kutusows Truppen vor den überraschend angreifenden Franzosen fliehen und sich die Formationen auflösen, versucht Andrej sie aufzuhalten, indem er eine Fahne ergreift und gegen die Feinde anstürmt. Bei dieser Aktion wird er schwer verwundet und Napoleon selbst lässt ihn ins Lazarett bringen. In der Situation der russischen und persönlichen Niederlage wird sich Andrej der Nichtigkeit aller Größe, sogar des Lebens und des Todes bewusst, „dessen Sinn niemand unter den Lebenden verstehen und erklären konnte“ (III, XIX). Diese Gedanken verbinden sich mit der Situation, als er (im ersten Teil, Kap. VIII, IX, des zweiten Buches) geheilt zum Landsitz seiner Familie nach Lyssyje Gori zurückkehrt und die Geburt seines Sohnes und den Tod seiner Frau erlebt, die qualvoll im Kindbett stirbt. Nikolai hingegen erlebt den Untergang in seinem vollen Ausmaß, als er für den rechten Flügel einen Befehl vom Oberkommandanten einholen soll, da Bagration und Dolgorukow unterschiedlicher Meinung über den Angriff sind. Bei seinem Ritt über die gesamte Front sieht er den Zusammenbruch der eigenen Reihen und das panische Zurückweichen der einzelnen Truppenteile.

### Zweites Buch

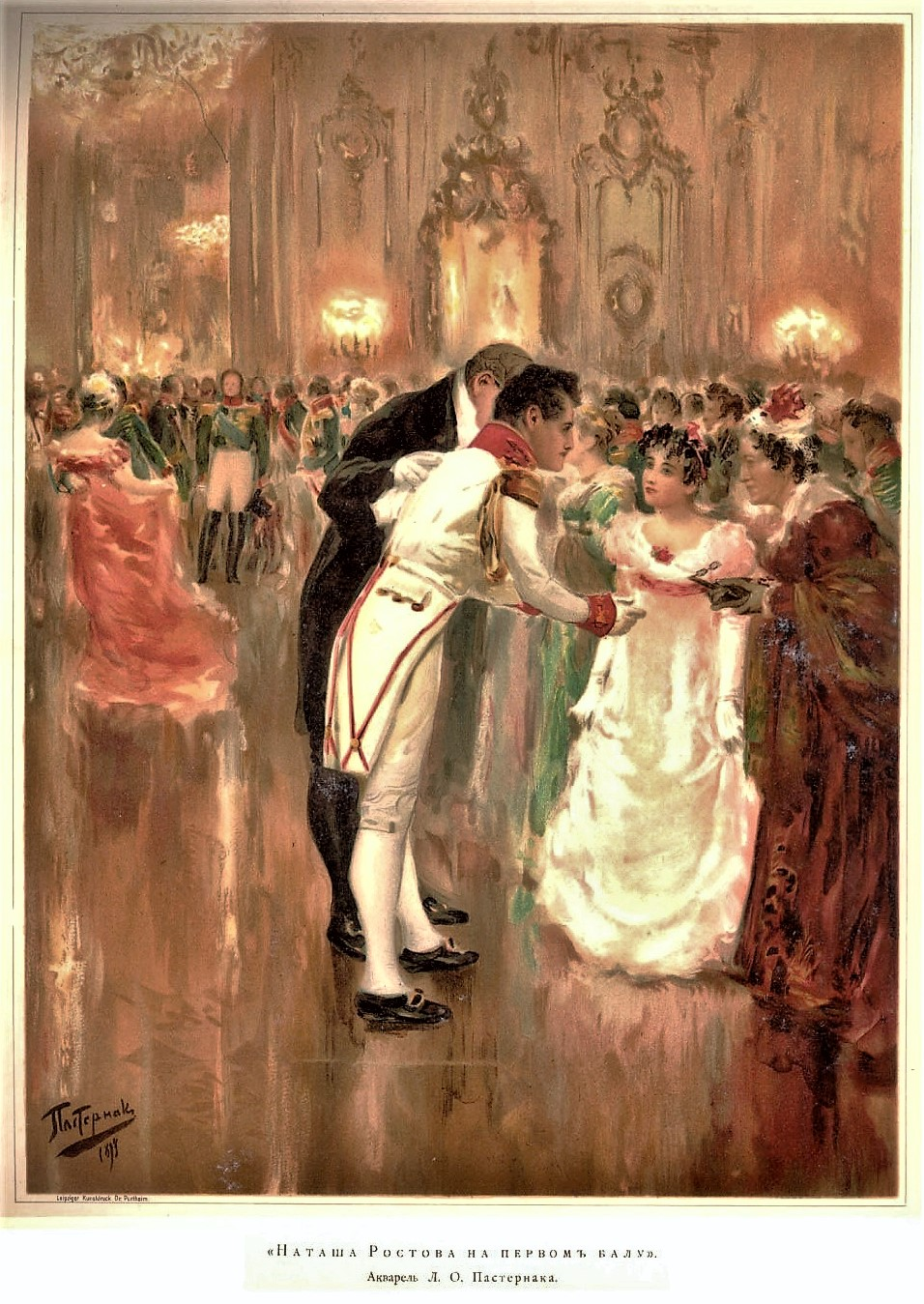
Die 14-jährige Natascha auf ihrem ersten Moskauer Ball bei Tanzmeister Iogel. (2. Buch, I, XII)

Der erste Teil handelt vom einjährigen Moskauer Urlaub der Offiziere, bevor sie wieder zu ihren Einheiten zurückkehren. Am Anfang steht die Reaktion des Adels auf die unerwartete Niederlage bei Austerlitz. Man beschuldigt vor allem die Österreicher. Das Gesellschaftsleben mit Bällen, Soireen, Theateraufführungen und die Liebeleien zwischen den Rostow-Töchtern und den Besuchern blühen wieder auf. Nikolai, sein Freund Denissow und andere Offiziere werden als Helden gefeiert. Für Kommandeur Bagration veranstaltet Graf Rostow im Englischen Klub ein Diner (I, II ff.). Dort kommt es zu einem Eklat zwischen Pierre und Dolochow. Dieser hat als alter Zechfreund in Pierres Petersburger Haus Aufnahme gefunden. Da er oft mit dessen Frau Hélène zusammen ist und sie nach Moskau begleitet hat, entstand das Gerücht einer Affäre. Als Pierre sich während des Diners von Dolochows spöttischem Blick provoziert fühlt, kommt sein ganzer Ärger über die beiderseitig lieblose Ehe, über seine kühle, majestätische Frau, die von ihm keine Kinder haben will, und die Unzufriedenheit mit sich selbst, weil er ihr eine unehrliche Liebeserklärung gemacht hat, zum Ausbruch. In seiner schlechten Laune fordert er aus geringem Anlass Dolochow zum Duell. Wider Erwarten siegt der unbeholfene Pierre und verletzt den erfahrenen Soldaten schwer. Am nächsten Tag kommt es zum Bruch mit seiner Frau. Hélène bestreitet die Vorwürfe und rechnet kalt mit ihrem Mann ab, den sie wegen seiner Schwäche für einen Dummkopf hält, dessen Duell sie zum Gespött Moskaus mache. Seinem Vorschlag einer Trennung stimmt sie sofort ungerührt zu, unter der Bedingung, dass ihr Lebensstandard gesichert ist. Eine Woche später überträgt er ihr die Verfügungsgewalt über mehr als die Hälfte seines Besitzes, reist ab und schließt sich auf der Suche nach dem Sinn des Lebens einer Freimaurerloge an (II, I ff.). Hélène dagegen führt in Petersburg nach dem Verschwinden ihres Mannes ihren Lebensstil weiter und freundet sich zeitweise mit dem wegen seiner geschickten Anpassungsfähigkeit und höfischen Schmeichelei zum Diplomaten avancierten Boris Drubezkoi an (II, VII). Diese Beziehung endet mit Boris’ wiedererwachtem Interesse an Natascha Rostowa (III, VII). Seine Besuche werden jedoch von ihrer Mutter als für beide nicht zukunftsorientiert beendet.
Dolochow ist ein Mensch mit zwei Gesichtern: Einerseits ist er ein Abenteurer und Zyniker, der die reichen jungen Adligen durch seine Eskapaden beeindruckt, sich in ihre Familien einschleicht und seine Wirkung auf Frauen, die er als unmoralisch verachtet, skrupellos ausnutzt; andererseits liebt er seine alte Mutter und seine kranke Schwester und sucht eine Frau von himmlischer Reinheit (I, X). Diese glaubt er in Sonja gefunden zu haben, doch sie lehnt seinen Antrag aus Liebe zu Nikolai ab (I, XI). Aus Rache verleitet Dolochow seinen ihn bewundernden und ihm vertrauenden Freund Nikolai zu immer höheren Einsätzen im Kartenspiel, in dem dieser eine hohe Summe verliert, wodurch sich sein Vater noch tiefer verschulden muss. Er erkennt selbstkritisch: „All das, das Pech, das Geld, und Dolochow und die Missgunst und die Ehre – all das ist Unsinn … aber hier, das [Nataschas Gesang, als er nach Haus kommt] ist das Wahre“. (I, XV). So endet das Jahr 1806 für die Protagonisten ernüchternd: Die Anträge Denissows gegenüber Natalie und Dolochows gegenüber Sonja werden abgelehnt, die Freundschaft Nikolais mit Dolochow zerbricht, ebenso die Ehe Pierres mit Hélène.
Der zweite Teil verfolgt das Leben der Protagonisten in der Zeit, als Napoleons Armee Teile Preußens besetzt hat, weiter vorrückt und in Ostpreußen in der Schlacht bei Preußisch Eylau (II, IX) von der russischen Armee aufgehalten wird. Nikolai Rostow kehrt nach dem Urlaub wieder zu seiner Pawlograder Schwadron zurück, die schlecht versorgt bei Bartenstein biwakiert (I, XV ff.). Bei seinem Versuch, Zar Alexander ein Begnadigungsgesuch für seinen Freund Denissow zu überreichen, wird er Zeuge, wie nach dem Friedensvertrag von Tilsit aus dem Feind Napoleon der Verbündete wird. Diesen Schwenk seines von ihm vergötterten Zaren verteidigt Nikolai als nicht zu kritisierende Entscheidung des Souveräns: „Nicht wir haben zu urteilen … es muss so sein“ (II, XXI). In der Zeit des Friedens erwacht in Petersburg, mit der Rückkehr der adligen Offiziere, erneut das gesellschaftliche Leben, im Roman beispielhaft geschildert anhand eines großen Balls, der die Protagonisten mit ihren Familien zusammenführt (III, XIV ff.).

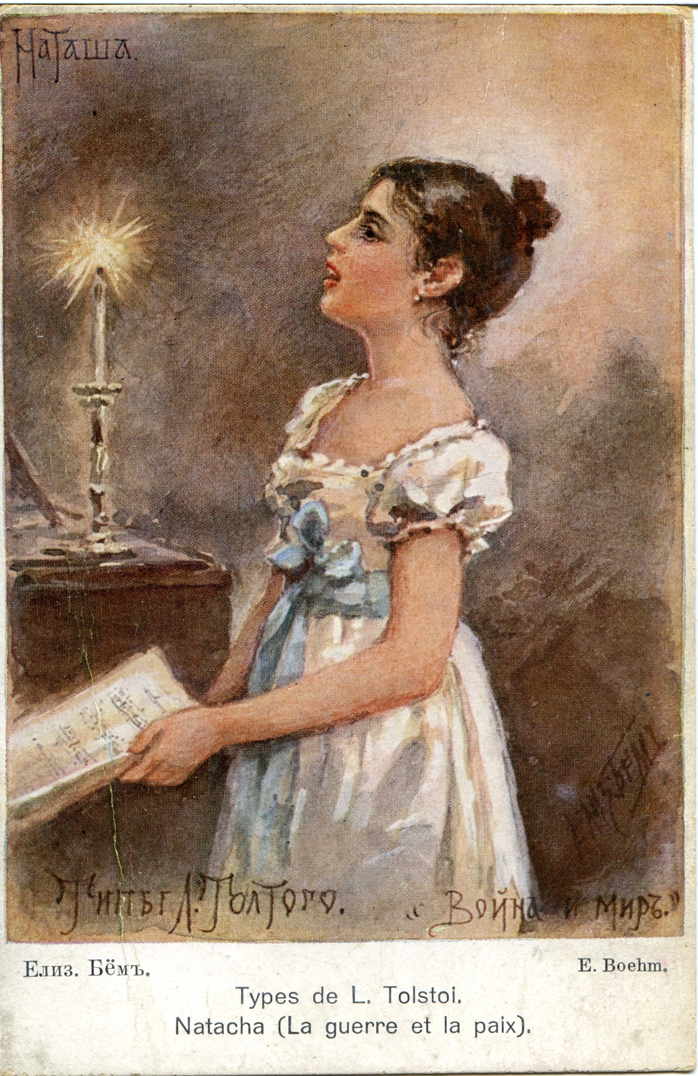
Natascha bezaubert mit ihrem Gesang ihre Verehrer Denissow und später (2. Buch, III, XIX) Andrej: „In ihrer Stimme war jenes Mädchenhafte, Unberührte, jenes Nichtwissen um ihre Stärke und jenes noch ungeschulte Samtig-Weiche, was sich mit den Unzulänglichkeiten ihrer Sangeskunst so vereinte, dass sich an dieser Stimme wohl nichts verändern ließ, ohne dass man sie verdarb.“ (2. Buch, I, XV)

Pierre und Andrej sind ganz mit ihren persönlichen Problemen beschäftigt und suchen Wege aus den Krisen. Auf seinem Weg nach Petersburg begegnet Pierre dem Freimaurer Ossip Basdejew, der ihm, dem unglücklichen Atheisten, erklärt, nur wenn man sich innerlich läutere und erneuere, könne man die höchste Weisheit und Wahrheit aufnehmen. Er habe bisher im Müßiggang und mit Ausschweifungen von der Arbeit seiner Sklaven gelebt. Er müsse in Einsamkeit mit einer Selbstbetrachtung beginnen, Verantwortung übernehmen und seinen Reichtum der Gesellschaft zurückgeben, um zufrieden mit sich zu werden (II, II). Durch Basdejews Vermittlung wird Pierre in Petersburg als „Suchender“ in die Loge aufgenommen. Er ist bereit, das „Böse, das in der Welt herrscht“, zu bekämpfen (II, III) und reist zu seinen Gütern im Gouvernement Kiew. Dort weist Pierre seine Verwalter an, die Arbeit der Bauern, vor allem der Mütter und Kinder, zu erleichtern, Schulen und Krankenhäuser zu bauen und das Ziel zu verfolgen, sie aus der Leibeigenschaft zu befreien und zu freien Bauern zu machen. Vor seiner Rückkehr nach Petersburg scheinen seine Pläne auf gutem Weg zu sein. Der unpraktische, in der Verwaltung unerfahrene Philanthrop mit seinem nach wie vor aristokratischen, ausschweifenden Lebensstil merkt jedoch nicht, dass sein oberster Verwalter ihm nur eine schöne Fassade präsentiert, die er durch Verlagerung der Arbeitsbelastungen erreicht hat. Doch weder an den Herrschaftsstrukturen noch an der wirklichen Lage ändert sich etwas (II, X). Auf dem Rückweg besucht Pierre Andrej, der das Gut Bogutscharowo übernommen hat und mit seinem Vater, um dessen jähzorniges, radikales Vorgehen zu bremsen, die Aushebung der Landwehr bzw. Volkswehr (Народное ополчение/Narodnoe Opoltschenije) organisiert. Sie diskutieren über ihre kontroversen Menschen- und Weltbilder. Dabei steht ein auf ewigem Leben und der Kraft der pantheistischen Weltordnung beruhender Idealismus der Skepsis über die Veränderbarkeit der Verhältnisse gegenüber. Andrej misstraut, durch die Feldzüge und den Tod seiner Frau desillusioniert, allen Weltverbesserungsideologien. Er will nicht mehr aktiv am Krieg teilnehmen und sich nur noch um seinen Sohn und seine Familie kümmern. Trotzdem schöpft er durch Pierres Optimismus neue Hoffnung (II, XI ff.). So kehrt Andrej im dritten Teil, nach fünfjähriger Zurückgezogenheit, reifer und gelassener in die Petersburger Gesellschaft zurück (III, V), um sich bei der Neuordnung der Staatswesens anhand der Ideen Montesquieus zu engagieren. Er hat sich den Ruf eines Reformers erworben, weil er konsequent und beharrlich auf seinem Gut ein Sozialprogramm durchgeführt hat, das pragmatischer und erfolgreicher ist als jenes des sprunghaften Idealisten Pierre (III, I). Der Berater des Zaren Michail Speranski, ein strenger Rationalist, bewegt Andrej dazu, als Mitglied verschiedener Kommissionen Vorschläge für die Reform der Militärgesetze und des bürgerlichen Gesetzbuches zu entwickeln (III, VI). Allerdings enttäuschen ihn die wenig ergiebigen Konferenzen, der Leerlauf der Bürokratie und die geringe Beachtung seiner Vorschläge, und er sehnt sich zurück zur Arbeit auf seinem Landgut (III, XVIII).
Anders verläuft die Entwicklung Pierres. Er ist weiterhin auf der Suche, unterstützt zwar Sozialprojekte, lebt selbst aber zügellos undiszipliniert. Auch viele seiner Petersburger Freimaurer-Brüder halten sich nicht an die Ordensregeln. Die wenigsten engagieren sich finanziell für humanitäre Aufgaben; sie interessieren sich vielmehr für die Mysterien oder für die Vernetzung mit einflussreichen Mitgliedern. Als er nach einer Europareise den Vorschlag macht, tugendhafte, aufgeklärte Logenbrüder zu Regierungsämtern zu verhelfen, um mehr öffentlichen Einfluss zu gewinnen, kommt es zum Streit. Man wirft ihm vor, Ideen des Illuminatentums zu propagieren (III, VII). Als ihm Basdejew außerdem den Vorwurf macht, zu wenig an seiner Selbstläuterung zu arbeiten und seiner Frau, im Widerspruch zum Gebot der Nächstenliebe und Selbstvervollkommnung, die Versöhnung zu verweigern, stimmt er schließlich der Rückkehr Helenes zu, lebt aber nicht ehelich mit ihr zusammen. Sie hat sich inzwischen den Ruf einer bezaubernden, geistreichen Dame zugelegt, in deren Salon französische und russische Diplomaten und hohe Beamte verkehren. Pierre durchschaut den hohlen Betrieb und spielt den zerstreuten Sonderling und Grandseigneur (III, VIII ff.). Aber im Inneren ist er über die Gesellschafter seiner Frau wütend, sucht aber seine Aggressionen zu kontrollieren und therapiert sich im Sinne der Freimaurer-Lehre der Selbsterkenntnis und eines tugendhaften Lebens (III, X). Nach einigen Jahren gibt er jedoch seine Versuche der Veredelung enttäuscht auf. Er glaubt nicht mehr an die Umsetzung der Freimaurerideale, an die Umformung des verdorbenen Menschengeschlechts, um eine russische Republik aufzubauen. Pierre liefert sich nun der elementaren Kraft aus, gegen die er und die Menschen nichts ausrichten können, in den Zerstreuungen des Lebens: „Was er in Angriff nahm – das Böse und die Lüge stießen ihn zurück und versperrten ihm den Weg zu einer Tätigkeit“ (V, I).

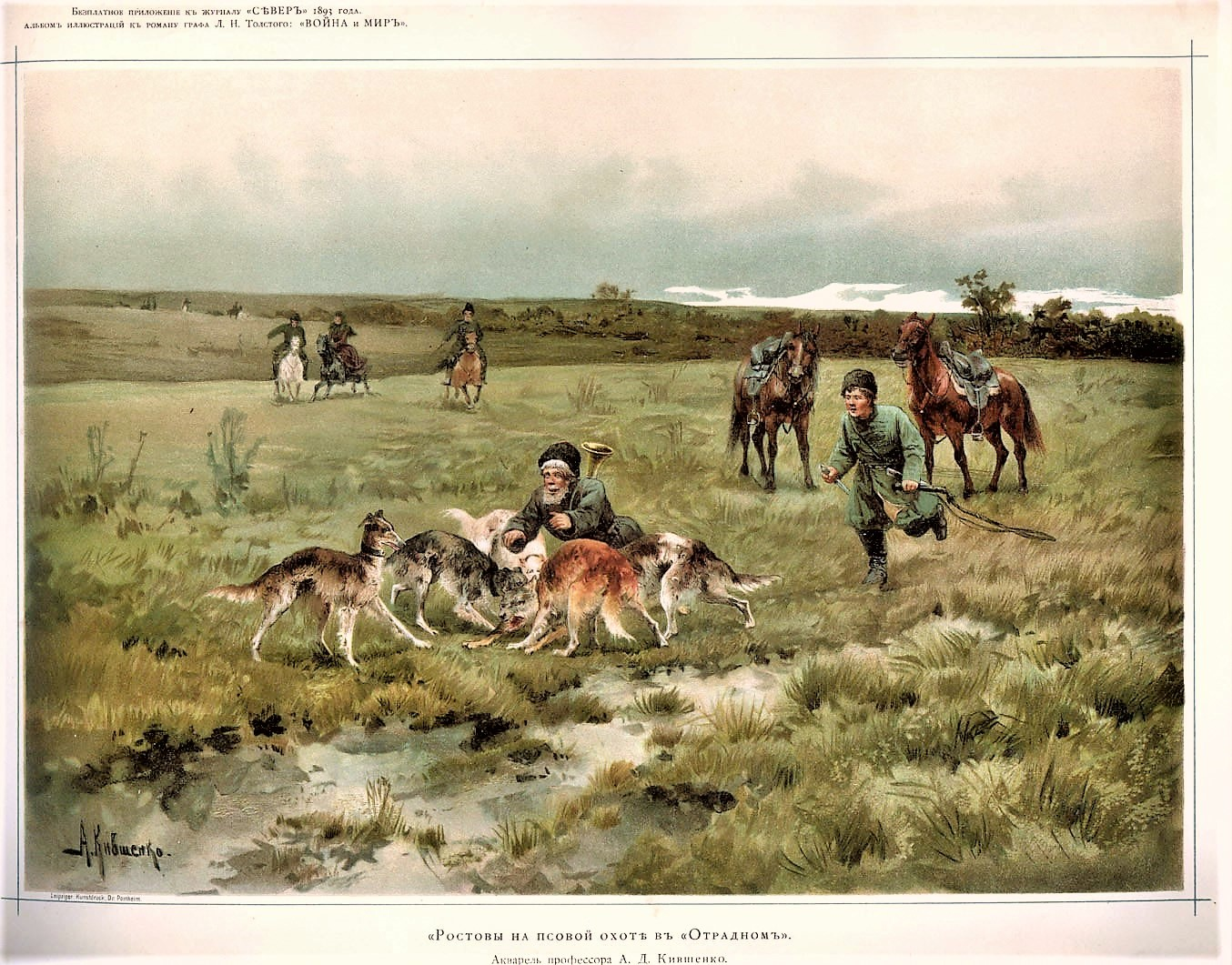
Das Ende einer Wolf-Hetzjagd der Rostow-Familie auf Otradnoje. (2. Buch, IV, V)

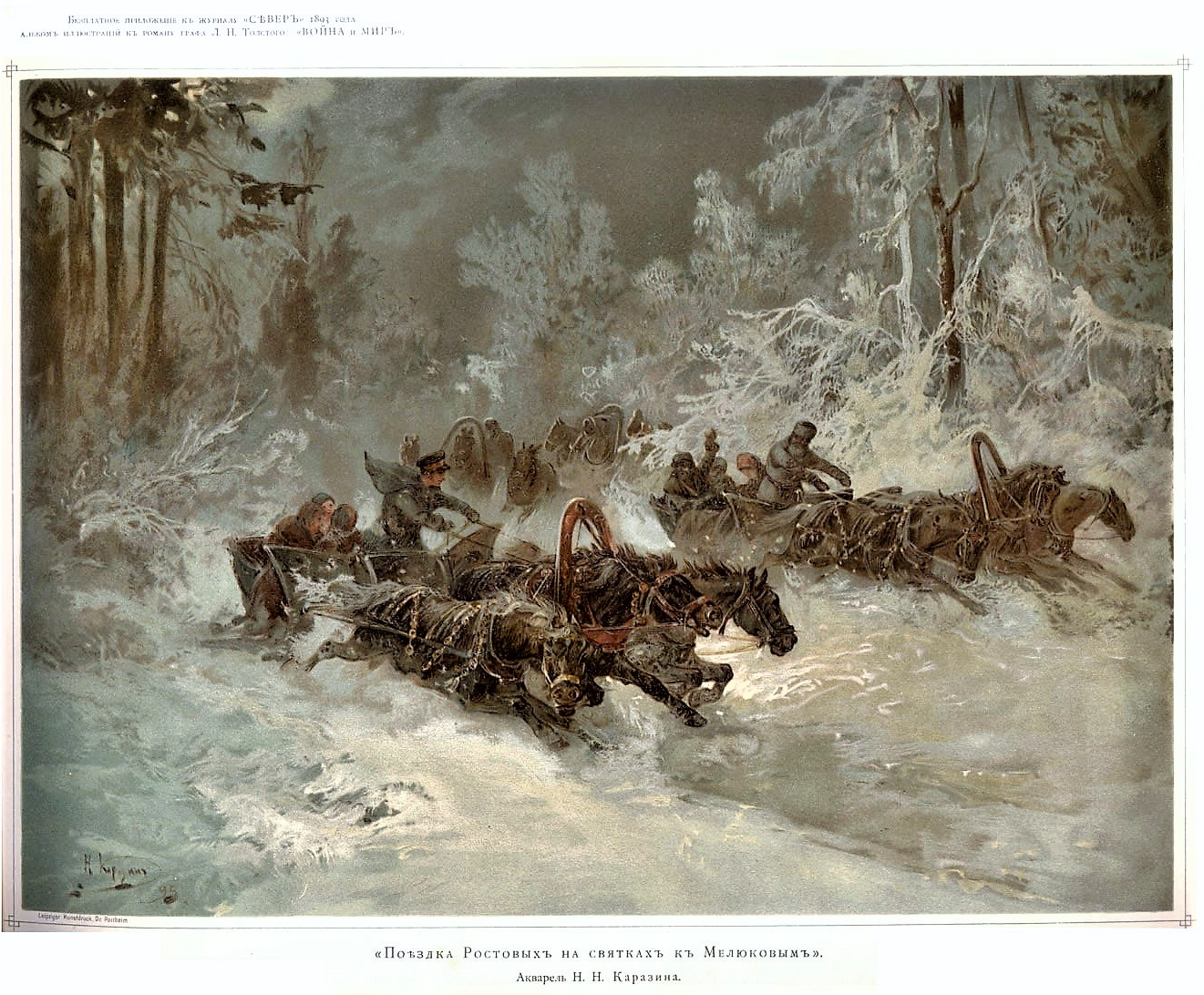
Nächtliche Schlittenfahrt der Rostows zu den benachbarten Meljukows in der Weihnachtszeit. (2. Buch, IV, X)

Im Mittelpunkt des vierten Teils steht die Familie Rostow: die Gefährdung ihrer aufwendigen Lebensführung im Moskauer Stammhaus und auf dem Landgut Otradnoje durch die zunehmende Verschuldung, aber auch gelungene finanzielle Absicherung ihrer Töchter in den Ehen mit Berg und Andrej Bolkonski. Vor allem die zweite Verbindung bietet eine Aufstiegs- und Konsolidierungschance. Bei Andrej entwickelt sich der Gedanke an einen privaten Neuanfang in einer zweiten Ehe, als ihn die 16-jährige Natascha mit ihrem ungekünstelten, jugendlich-natürlichen Auftreten auf ihrem ersten Petersburger Ball bezaubert (III, XVII). Sie ist ebenfalls von ihm beeindruckt und fühlt sich in „ihrem Lieblingszustand – in der Liebe und Bewunderung für sich“ (III, XXIII) geschmeichelt, zugleich hat sie Angst vor dem gesellschaftlich angesehenen Mann. Trotz ihrer gemischten Gefühlslage würde sie lieber gleich heiraten und ist traurig über das mit ihren Eltern vereinbarte Probejahr und das nur für sie und nicht für ihn geltende Rücktrittsrecht. Diese Frist hat Andrejs skeptischer Vater wegen des Altersunterschieds und der fehlenden Lebenserfahrung des Mädchens als Bedingung für sein Einverständnis gefordert, in der Hoffnung, dass Nataschas Liebe abkühlt, während sein Sohn in der Schweiz seine bei Austerlitz zugezogene Verwundung auskuriert (III, XXIII). Während der Zeit ihrer nicht öffentlich verkündeten Verlobung lebt Natascha mit ihrer Familie auf Otradnoje. Wenn sie mit Nikolai, der sich zur Unterstützung seiner alten Eltern von seinem Husarenregiment beurlauben ließ, an Parforcejagden auf Wölfe teilnimmt (IV, IV ff.), beim originellen Onkel im Dorf Michailowka, als Kontrast zum gewohnten Feudalstil, ursprüngliches bäuerliches Leben kennen lernt oder während der Weihnachtstage verkleidet in einem nächtlichen Mummenschanzzug die Nachbarn besucht (IV, X), fühlt sie sich glücklich und voller Elan. An den gleichförmigen ruhigen Wintertagen wird ihr indes die Brautzeit lang. „Was ging wohl in dieser kindlich empfänglichen Seele vor, die so begierig die unterschiedlichsten Eindrücke des Lebens auffing und sich aneignete? Wie ordnete sich das alles in ihr?“ fragt der Erzähler, in Andeutung der kommenden Ereignisse, nach dem Besuch der Rostow-Geschwister beim Onkel in seiner ländlichen Idylle (2. Buch, IV, VII). Der vierte Teil endet mit einer Auseinandersetzung zwischen Nikolai, der Sonja heiraten will, und seinen Eltern, die ihre Zustimmung verweigern. Ohne eine Verständigung zu erreichen, reist er zurück zu seinem Regiment.
Der fünfte Teil erzählt die dramatische Wendung in Nataschas Verlobungsgeschichte. Dabei verbinden sich zwei Entwicklungen. Ausgangspunkt ist die Moskaureise Graf Rostows mit Natascha und Sonja, um sein Landgut zu verkaufen, Nataschas Aussteuer zu besorgen und die Familie des Bräutigams kennenzulernen (V, VI). Während des Besuchs des starrsinnigen Fürsten Bolkonski und seiner Tochter Marja spüren sie beider Ablehnung (V, VII). Das verunsichert Natascha und sie zweifelt nach der langen Wartezeit an der Aufnahme in Andrejs Familie. Gleichzeitig genießt sie, als Ausgleich für die Demütigung, ihre Bewunderung in der Petersburger Gesellschaft. Ihre noch nicht gefestigte Persönlichkeit wird in dieser labilen Lebensphase Opfer einer Intrige des leichtsinnig nur den Augenblick nutzenden und verantwortungslosen Anatol Kuragin. Er sieht das schöne Mädchen bei einem Opernbesuch, ist fasziniert von ihr und möchte sie verführen (V, VIII ff.). Er schmiedet den verwegenen Plan, sie zur gemeinsamen Flucht zu überreden, eine Eheschließung vorzuspielen, da er bereits früher ein von ihm verführtes Mädchen heiraten musste, und mit ihr, so lange das geliehene Geld reicht, im Ausland zusammenzuleben. Seine ebenso gewissenlose Schwester Helene, von deren Glanz Natascha berauscht ist, vermittelt die Begegnung der beiden (V, XIII) und seine Zechfreunde, darunter der immer wieder als Draufgänger auftretende Dolochow, haben Spaß an dem Abenteuer (V, XVI). Ihr schmeichelt die galante leidenschaftliche Werbung Anatols, der bereit ist, für sie alles aufzugeben. Sie meint, ihre große Liebe gefunden zu haben, löst die Verlobung mit Andrej in einem Brief an seine Schwester auf und lässt sich auf die Flucht ein. Doch der Plan wird von Sonja entdeckt und die Ausführung verhindert (V, XVIII). Der zu Hilfe gerufene Pierre versucht den für die Rostows entehrenden Vorfall zu vertuschen und zwingt seinen Schwager Anatol, Moskau zu verlassen (V, XX). Natascha ist verzweifelt und will sich, als sie die Hintergründe erfährt, vergiften. Pierre hat Mitleid mit ihr und bietet ihr seine freundschaftliche Unterstützung an. Dabei bemerkt er, dass er sie seit langem liebt und seine Gefühle bisher wegen ihrer Jugend verdrängt hat (V, XXII und 3. Buch, III, XXIX). Seine Zuwendung unterstützt ihre Regeneration. Vor allem sucht sie Erlösung aus ihren Schuldgefühlen im Glauben (3. Buch, I, XVI ff.). Nach ihrer Genesung von ihrer psychischen Krise zieht Pierre sich zurück, um die Situation nicht weiter zu verkomplizieren. Prinz Andrej reagiert nach seiner Rückkehr äußerlich gelassen, im Innern tief verletzt, auf Nataschas Absage. Seine Familie ist über diese Wendung der Ereignisse erleichtert (V, XXI).

### Drittes Buch

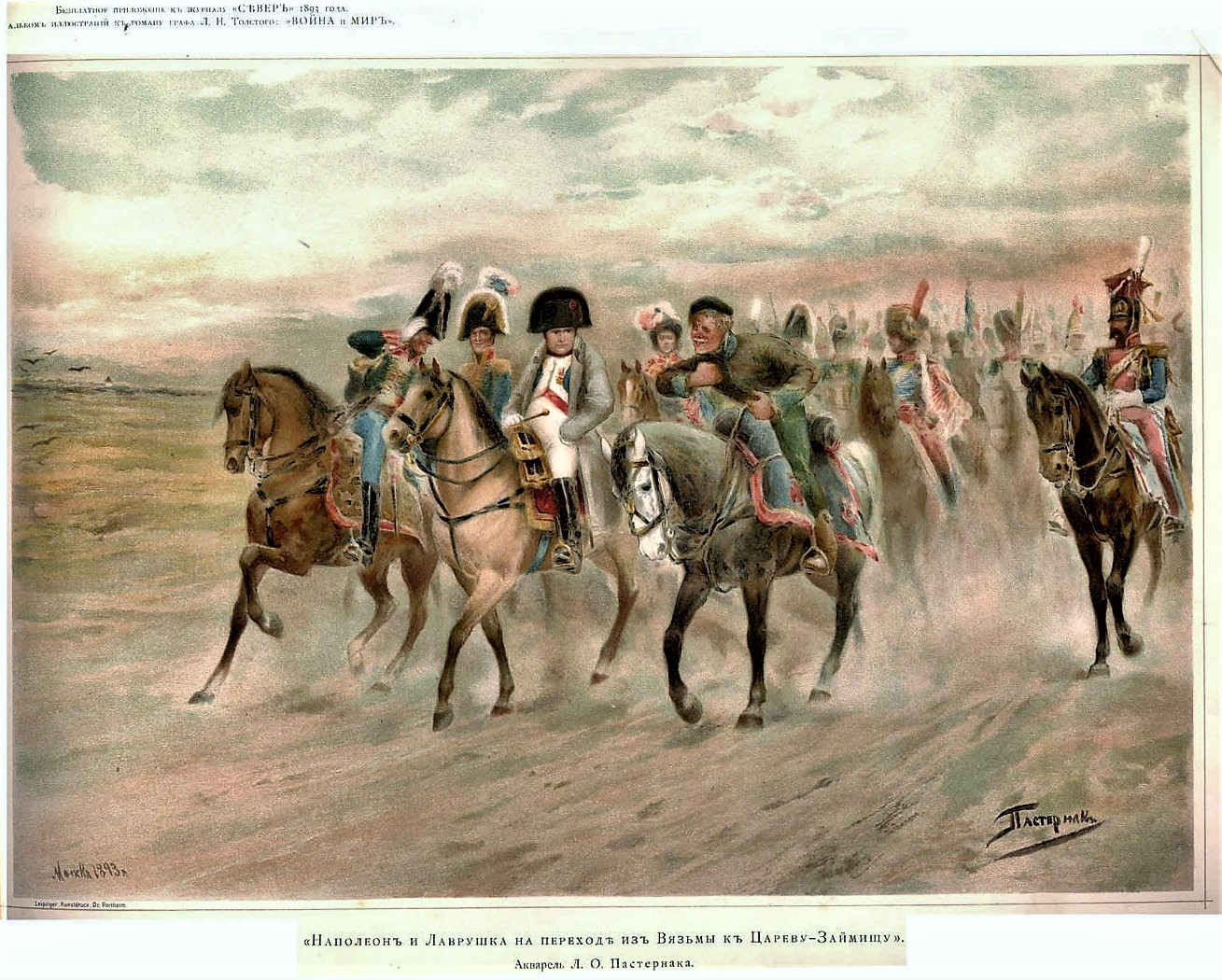
Vor der Schlacht bei Borodino befragt Napoleon den russischen Gefangenen Lawruschka bei Wjasma über die Stimmung im Heer. (3. Buch, II, VII)

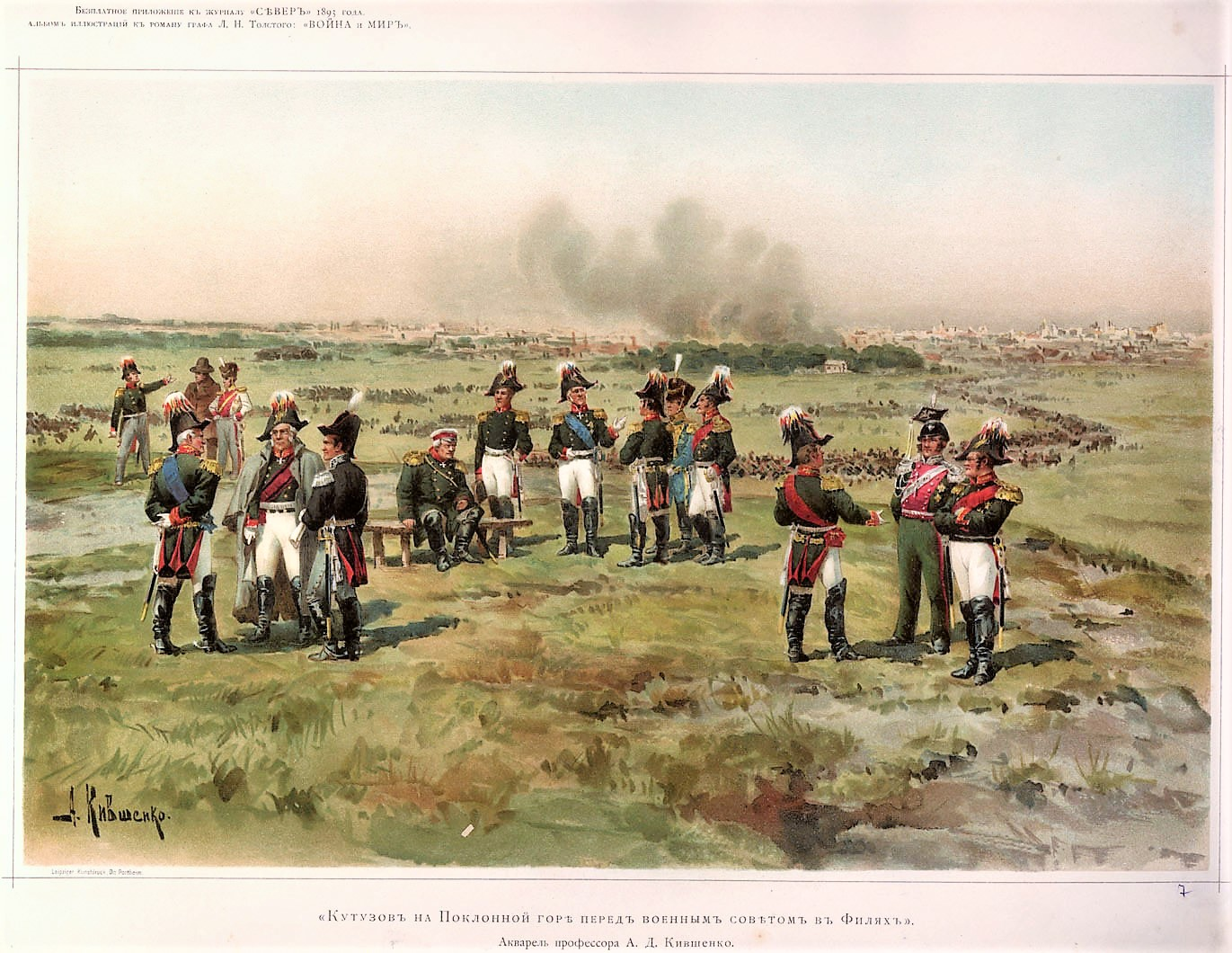
Kutusow berät sich mit seinen Generälen auf dem Poklonnaja Berg in Fili über die Verteidigung Moskaus. (3. Buch, III, IV)

Vom dritten Buch an tritt der auktoriale Erzähler, und damit offenbar der Autor, immer mehr in den Vordergrund und setzt sich ausführlich in einzelnen Abschnitten mit den historischen Darstellungen und ihren Bewertungen der französischen und russischen Kriegsstrategien auseinander, unter anderem bezüglich der Schlacht bei Borodino (II, XXIII und XXVII ff.). Grundlage ist seine Geschichtsauffassung vom Kontinuum (III, I und II) und von der Polykausalität, d. h. den vielen in dem gesamten Verlauf miteinander verknüpften Geschehnissen, die letztendlich prädestiniert, d. h. von der Ewigkeit her vorbestimmt seien und nicht vom individuellen Handeln. „[A]ufgrund ihrer persönlichen Eigenschaften, Gewohnheiten, Voraussetzungen und Absichten handelten all die unzähligen Personen, die Teilnehmer an diesem Krieg […] und doch waren alle unwillentlich Werkzeug der Geschichte und vollbrachten eine ihnen verborgene, uns jedoch verständliche Arbeit. Das ist das unabänderliche Geschick aller praktisch Handelnden, und je höher sie stehen in der menschlichen Hierarchie, desto unfreier sind sie“ (II, I). Nach seiner Auffassung sind die Führer nur Repräsentationsfiguren für die sie bewundernden Soldaten. Entscheidend sei der „Geist des Heeres“, d. h. der Wunsch zu kämpfen und sich der Gefahr auszusetzen als „Multiplikator der Masse“ der Soldaten (4. Buch, III, II). Bestätigt sieht sich der Erzähler in dieser Meinung durch seine Erörterung der Nachteile der napoleonischen zentralen Strategie gegenüber den Vorteilen der russischen Zersetzungstaktik und des Partisanenkriegs beim Rückzug der französischen Armee. Das positive Beispiel ist für ihn der russische General Kutusow. Er vermittele seinen Soldaten ein „Gefühl, das genauso in der Seele des Oberkommandierenden war wie in der Seele eines jeden Russen“ (II, XXXV). Denn die Führer haben keinen Überblick, und ihre Anordnungen erreichen oft nicht die Kämpfer oder können nicht ausgeführt werden, weil sich inzwischen die Situation geändert hat. Die entscheidenden Befehle kommen dagegen, wie der erfahrene Kutusow weiß (II, XXXV), von den Kommandeuren nahe an der Front (II, XXXIII). Diese Erkenntnis vertritt der Oberkommandierende auch dem ungeduldigen Andrej gegenüber: „[E]s gibt keinen stärkeren als die beiden Krieger – Geduld und Zeit […] Ich sage dir, was man tun muss und was ich tue. Dans le doute [Im Zweifelsfall] […] abstiens toi [halte dich zurück]“ (II, XVI). So muss er seine durch die Schlacht bei Borodino geschwächten Truppen zurückziehen und auf eine Verteidigung Moskaus verzichten, um eine bessere Gelegenheit abzuwarten (III, IV). Auch nach dem Rückzug der napoleonischen Truppen vermeidet er eine große Schlacht und setzt auf die Ermattung der französischen Armee auf ihrem Weg durch die zerstörten und geplünderten Provinzen (4. Buch, II, XIX). Damit kontrastiert der alte, körperlich gebrechliche, schlichte Kutusow mit dem kraftvoll agierenden, majestätisch glanzvoll auftretenden und erfolgsgewohnt von seiner strategischen Genialität überzeugten Napoleon, der mit den Streitkräften von zwölf Völkern Europas in Russland eingedrungen ist (II, XXVI ff. und XXXIII ff.). Beide repräsentieren den Gegensatz der russischen Heterogenität und des napoleonischen Zentralismus, der auf dem Willen eines einzigen Mannes basiert. In der Schlacht bei Borodino erfährt Napoleon zum ersten Mal seine Grenzen (II, XXXIV), ohne jedoch seine Rechtfertigung des Krieges, ein französisches Europa zum Wohl der Völker mit Paris als Hauptstadt der Welt, zu ändern (II, XXXVIII). Er stößt trotz schwerer Verluste weiter auf Moskau vor. Der Skepsis des Erzählers gegenüber dem Bild von der Schlüsselrolle großer Führer in der Weltgeschichte entspricht auch seine Version von den Ursachen des Brandes von Moskau: Keine geplante Aktion, sondern das fehlende Verantwortungsgefühl für die von ihren Besitzern verlassenen Häuser und die zusammengebrochenen Ordnungsstrukturen (III, XXVI). In mehreren Kapiteleinleitungen wiederholt der Erzähler im Zusammenhang mit den Schilderungen – z. B. der Plünderung russischer Dörfer durch das zur Verteidigung des Landes aufgestellte Regiment Pierres – seine Auffassung von der Begrenztheit individuellen rationalen Handelns, das sogar kontraproduktiv sein kann: „Nur das unbewusste Handeln ist fruchtbar, und derjenige, der in einem historischen Ereignis eine Rolle spielt, wird dessen Bedeutung nie verstehen. Wenn er sie dennoch zu begreifen versucht, wird er betroffen sein, wie unfruchtbar das ist“ (4. Buch, I, IV).
Im zweiten Teil beschreibt der Erzähler seine Geschichtsauffassung am Beispiel des Russlandfeldzugs, wobei die fiktiven und historischen Romanfiguren wieder Beobachter und Träger der Einzelhandlungen werden, die sich mit den allgemeinen Beschreibungen abwechseln: Nikolai nimmt mit seiner Reiterschwadron an der Schlacht bei Ostrowno teil und wird befördert. Andrej entschließt sich, nicht mehr als Adjutant im Stab am Krieg teilzunehmen, sondern als Kommandeur eines verbissen kämpfenden Regiments. Er kritisiert die Rückzugsstrategie der preußischen Offiziere als unpatriotisch und für die russischen Soldaten demoralisierend. Bei seiner letzten Begegnung mit Pierre am Abend vor der Schlacht bei Borodino erklärt er ihm, warum dieser Kampf es ihm wert ist, in den Tod zu gehen. Vom Leben verletzt, projiziert er seinen Untergang in die Schlacht: „[I]ch würde keine Gefangene machen […] Die Franzosen haben mein Haus zerstört und sind auf dem Weg, Moskau zu zerstören, sie haben mich beleidigt […] Sie sind meine Feinde, sind alle Verbrecher nach meinen Begriffen“ (II, XXV). Bereits vorher, als er ins Hauptquartier kam, verfolgte er die heftige ergebnislose Diskussion von acht Parteien um die beste Strategie, wobei theoretische Konstrukte der preußischen Generäle, Sachargumente, Patriotismus, persönliche Profilierungen und Karrierehoffnungen einander im Wege standen (I, IX). Diese Uneinigkeit bestätigt sein atheistisches hoffnungsloses Weltbild (ebenso im Lebensrückblick in II, XXIV) vom Krieg als dem „Allerscheußlichste[n] im Leben“, der vom Sieger mit Dankgottesdiensten gefeiert wird: „Wie kann Gott von dort zuschauen und sie anhören! […] Ich sehe, dass ich anfange, zuviel zu verstehen. Und es taugt nicht für den Menschen, vom Baum der Erkenntnis von Gut und Böse zu essen…Nun nicht mehr lange!“ (II, XXV). Er ist bereits verbittert über sein unglückliches Schicksal, über sein Missverständnis von Nataschas Aufrichtigkeit und seelischer Offenheit (II, XXV) und über den Unfrieden, mit dem sein diktatorischer Vater seine Schwester und ihn belastet, in den Kriegseinsatz zurückgekehrt. „[…] wenn du bedenkst, was und wer – welch ein Nichts Ursache allen Unglücks der Mensch sein kann!“ sagt er zu Marja beim Abschied. Er ist von dem Gedanken besessen, sich mit Anatole, der zweimal seine Familienordnung durcheinandergebracht hat, zu duellieren, und hofft ihn bei der Armee zu treffen, obwohl er auch darin keinen Sinn sieht: „Nur sinnlose Erscheinungen tauchten ohne jede Verbindung eine nach der anderen in Fürst Andrejs Vorstellung auf“ (I, VIII). Den bewusstlosen, beinamputierten Anatol sieht er aber erst im Lazarettzelt wieder, in dem er nach einer lebensgefährlichen Verletzung durch eine Granate, vor der er nicht in Deckung ging, operiert wird, und er erkennt: „Mitleiden, die Liebe zu den Brüdern, den Liebenden, die Liebe zu denen, die uns hassen, die Liebe zu den Feinden, ja, die Liebe, die Gott auf Erden verkündet hat und die mich Prinzessin Marja lehrte und die ich nicht verstand; das ist es, weshalb es mir leid war um das Leben, das ist es, was mir geblieben wäre, hätte ich weiterleben können“ (II, XXXVII).
Nachdem der alte Fürst Bolkonski einen Schlaganfall erlitten hat, als er von der Aufgabe Smolensks und dem Anrücken der Franzosen erfahren hat, verlässt Marja mit dem gelähmten Vater und den Bediensteten das Landgut Lyssyje Gory (II, V) und siedelt nach dem von Smolensk rund 100 Werst und damit weiter entfernten (so nur im Roman existierenden) Bogutscharowo (Богучарово) über. Dort stirbt der Fürst nach weiteren Anfällen (II, VIII). Hier geraten sie bald zwischen die Fronten. Marja selbst ist hilflos und nicht darauf vorbereitet, Verantwortung zu tragen. Außerdem wird sie nach den letzten Worten ihres Vaters kurz vor seinem Tod, in denen er erstmals seine Liebe zu ihr bekennt, von Schuldgefühlen geplagt, die Befreiung vom Vater gewünscht zu haben. Nun wird ihr vom Verwalter geraten, vor den anrückenden Franzosen nach Moskau zu fliehen, doch die Dorfbewohner wollen das verhindern und geben ihr keine Pferde. Sie sind unzufrieden, da sie seit Jahren die Kriegslasten mittragen müssen, und erhoffen sich eine Verbesserung ihrer Lage durch die Franzosen, die versprochen haben, ihre Häuser nicht zu zerstören und sie gut zu behandeln. Deshalb lehnen sie auch das Angebot Marjas ab, mit ihr das Dorf zu verlassen und auf einem anderen Gut Wohnungen zu erhalten. In dieser Situation kommt Nikolai Rostow auf der Suche nach Proviant für seine Schwadron ins Dorf, zwingt die aufrührerischen Bauern zur Aufgabe und organisiert Marjas Flucht. Sie verliebt sich in ihren Retter und er denkt an eine Ehe mit der sanften und reichen Erbin.
Das Heranrücken der napoleonischen Truppen ängstigt den Moskauer Adel und die Kaufmannschaft und versetzt sie in einen patriotischen Rausch, ihr Vaterland gegen den „Feind der Menschheit“ zu verteidigen. Andererseits diskutiert man in den Petersburger Salons Anna Scherers und Helenes auf höfischer Ebene über die den Zaren beeinflussenden Berater und deren Kompetenzen (II, VI). In der vaterländischen Stimmung bemüht sich die Oberschicht, Russisch sprechen zu lernen, und bringt sich dann, auch aus Angst vor dem unzufriedenen Volk, nach Petersburg in Sicherheit.

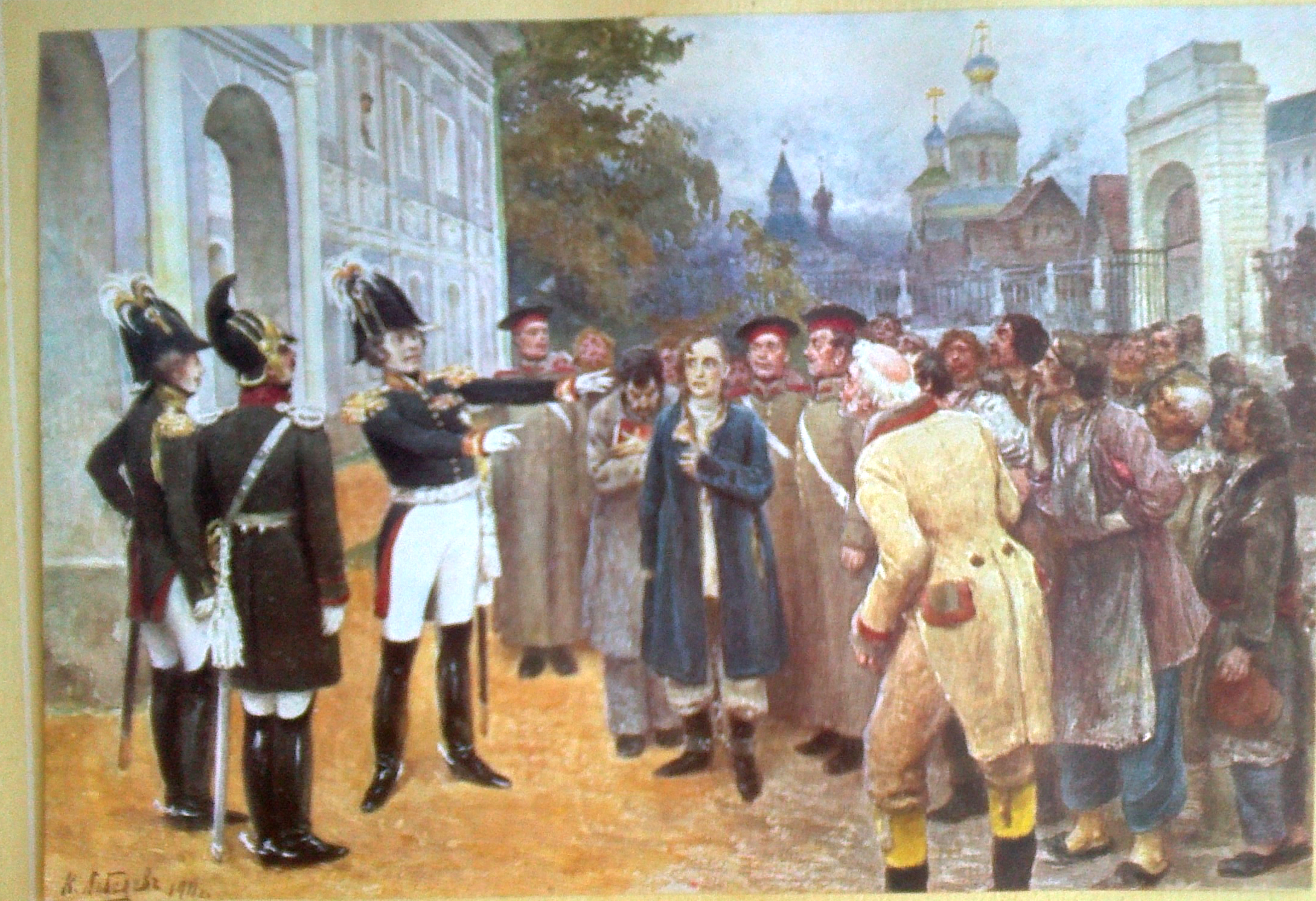
Der Gouverneur von Moskau Graf Rostoptschin überlässt den Napoleonanhänger Wereschtschagin der Lynchjustiz aufgebrachter Bürger. (3. Buch, III, XXV)

Der bisherige Freimaurer Pierre ist bereit, ein Landgut zu verkaufen, um neue Truppen zu finanzieren (I, XXII ff.), bleibt aber in seiner Unentschlossenheit weiterhin passiv und erwartet „voller Angst und zugleich Freude etwas Grauenhaftes“. Schließlich reist er in einem plötzlichen Bedürfnis, „alles zu opfern“, an die Front, ohne zu wissen weshalb: „[I]m Opfern selbst bestand für ihn das neue freudige Gefühl“ (II, XVIII). Er will aus der Nähe den Verlauf der Schlacht bei Borodino und das Kämpfen und Sterben der Soldaten erleben. Aus seiner Perspektive verfolgt der Leser die Veränderung der Kriegsszenerie: Am Morgen blickt er naiv von einem Hügel weit über die Landschaft „und erstarb vor Entzücken über der Schönheit des Schauspiels […] jetzt war das ganze Gelände von Truppen und den Rauchwolken der Schüsse bedeckt und die schrägen Strahlen der leuchtenden Sonne […] warfen in der klaren Morgenluft ein stechendes, golden und rosa getöntes Licht“ (II, XXX). Nach dem Kampf von Zehntausenden um die berühmt gewordene „Rajewskibatterie“ sieht er entsetzt, wie zwischen vielen Toten „Scharen von […] russischen und französischen Verwundeten mit ihren vom Leiden verunstalteten Gesichtern gingen, krochen und […] auf Bahren von der Batterie getragen [wurden] […] der Lärm vom Geschützfeuer […] steigerte sich bis zur Verzweiflung, wie ein Mensch, der sich überanstrengt und aus letzter Kraft schreit“ (II, XXXII). Er kehrt, verwirrt über sein bisheriges orientierungsloses und in der Suche nach der Selbstfindung wechselhaftes Leben nachdenkend, hilf- und hoffnungslos nach Moskau zurück.
Der dritte Teil handelt von der Situation nach der Schlacht bei Borodino. Viele Verletzte sind nach Moskau gebracht worden, während andererseits viele Bewohner aus Angst vor einer Besetzung durch die napoleonischen Truppen und Plünderungen die Stadt fluchtartig verlassen, vor allem nachdem bekannt geworden ist, dass Kutusow nach Beratung mit seinen Generälen den Plan, Moskau zu verteidigen, aufgeben musste (III, IV und XIX). Der Stadtkommandant Rostoptschin versucht dagegen lange, die Bevölkerung in der Stadt zu halten und mit naiv wirkenden Bekanntmachungen zum Kampf aufzurufen. Dadurch kommt es zu widersprüchlichen Anweisungen und Pannen beim Abzug. Vom Erzähler wird er wegen des Aufrufs zur Lynchjustiz an einem des Landesverrats beschuldigten Anhänger Napoleons angeklagt (III, XXV).

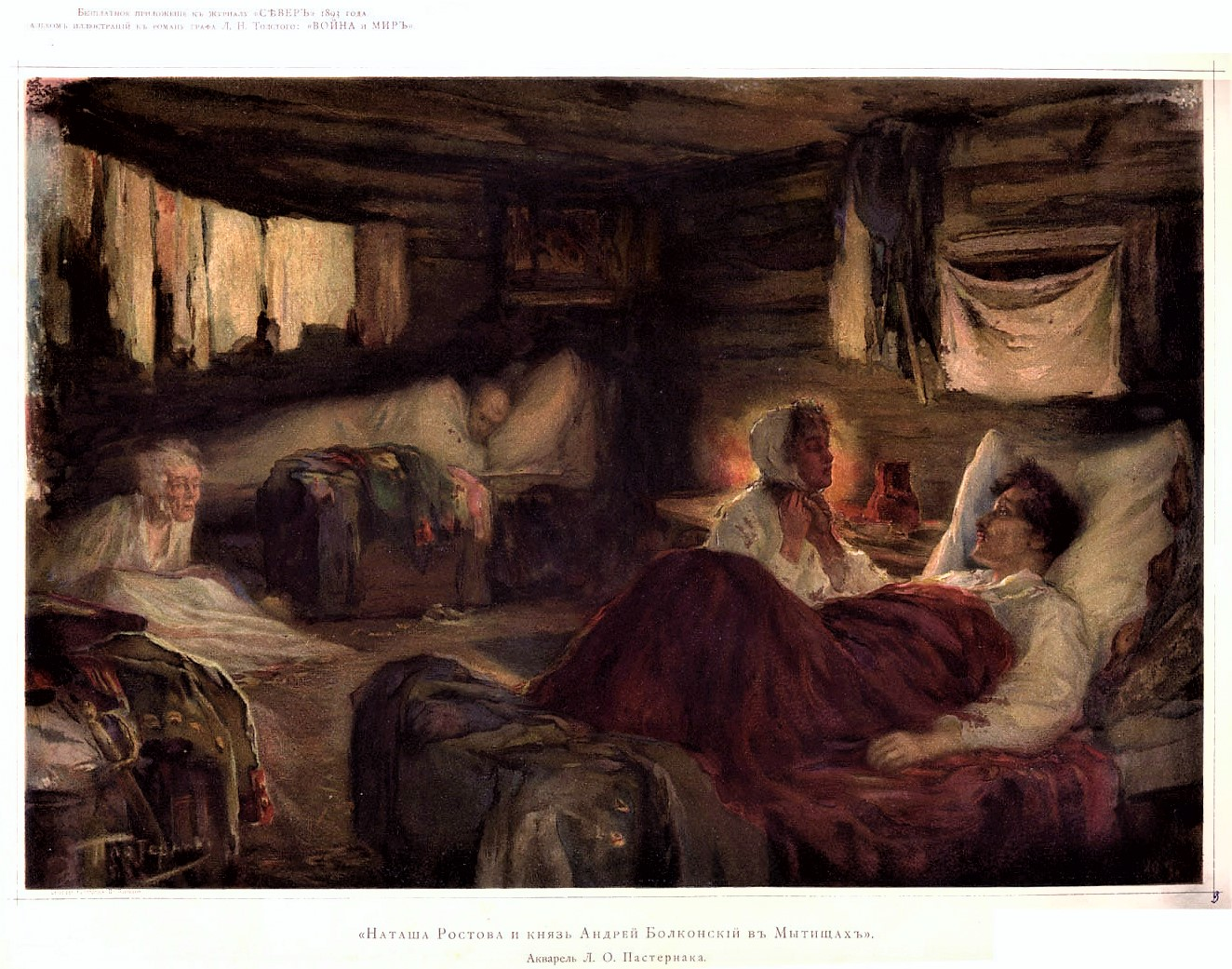
Natascha bittet den schwerverletzten Andrej um Verzeihung für die Lösung ihrer Verlobung. (3. Buch, III, XXXII).

Die Rostows verlassen ihr Haus, kurz bevor sich die russische Armee zurückzieht (III, XIX) und Napoleon eine fast menschenleere, aber mit zurückgelassenen Nahrungsmitteln und Wertgegenständen gut ausgestattete Stadt überlässt (III, XX ff.). Natascha, nach Überwindung ihrer Krise wieder in ursprünglicher Vitalität, hat im Streit der Eltern, ob ihre Wagen den wertvollen Hausrat oder Verletzte, u. a. den von der Familie zuerst nicht erkannten schwerverwundeten Andrej, transportieren sollen, vehement den mitleidigen Vater unterstützt und damit die humanitäre Priorität gegenüber der materiellen durchgesetzt (III, XVI). Als sie in Mytischtschi, ca. 20 km von Moskau entfernt, vor dem Feuerschein der brennenden Stadt von Andrejs Anwesenheit erfährt, bittet sie diesen um Verzeihung, während er ihr seine Liebe bekennt, und hilft als Krankenwärterin bei seiner Pflege (III, XXXII).
Die Rostows sind bei ihrer Ausfahrt Pierre begegnet, der nach seiner Rückkehr sofort vom Gouverneur davor gewarnt wird, mit des Landesverrats verdächtigen Freimaurern Kontakt aufzunehmen. Dann erfährt er durch Helenes Brief von der geplanten Scheidung (III, X). Sie hat in der Zwischenzeit in Petersburg privat neu disponiert und zwei ihrer Verehrer, einen alten Würdenträger eines der höchsten Staatsämter und einen jungen ausländischen Fürsten, gegeneinander ausgespielt, so dass beide ihr einen Heiratsantrag gemacht haben (III, VI ff.). Voraussetzung dafür ist ihre Konversion zum katholischen Glauben wegen der Nichtanerkennung der ersten Ehe. Aber sie stirbt noch vor ihrer Scheidung nach einer frauenärztlichen Behandlung (Abtreibung?). Pierre befindet sich beim uninteressierten Lesen des Briefes im Zustand äußerster Konfusion und versteckt sich im Haus des verstorbenen Freimaurers Ossip Basdejew. Hin- und hergerissen zwischen patriotischen und universalistischen Ideen, dem Gefühl, „im Bewusstsein des allgemeinen Unglücks zu Opfern und Leiden bereit sein [zu müssen]“ (III, XXII), fühlt er sich einmal in einer „Gedankenkonstruktion von Rache, Mord und Selbstopferung“ (III; XXIX) zum Attentat auf Napoleon berufen, andererseits rettet er dem französischen Hauptmann Ramball bei dessen Einquartierung im Haus vor dem Angriff des geisteskranken Makar Basdejew das Leben (III, XXVIII) und spürt nach einem freundlichen Gespräch mit dem Okkupanten seine alte Schwäche, das Vorhaben nicht ausführen zu können (III, XXIX). Am nächsten Morgen erinnert er sich wieder an seinen Plan. Sein Weg führt durch Straßen mit brennenden oder ausgeraubten Häusern und an plündernden Soldaten vorbei. Er will helfen, holt ein dreijähriges Mädchen, das von ihren obdachlos gewordenen hilflosen Eltern gesucht wird, aus dem Garten eines brennenden Hauses, beschützt eine Armenierin vor zwei marodierenden Soldaten und wird dabei von einer Patrouille verhaftet (III, XXXIV). Man beschuldigt ihn der Brandstiftung und der Spionage und er gerät hilflos in die jetzt herrschende französische „Ordnung, das Zusammentreffen von Umständen“, das nicht nur er nicht durchschaut, weil die Kette der Befehlsempfänger selbst keine Informationen hat (4. Buch I, X). Es folgen Verhör, Gefängnis, zweites Verhör, Transport zum Hinrichtungsplatz. Hier wird Pierre Zeuge der Erschießungen und entgeht selbst nur knapp demselben Schicksal. Begnadigt, wird er einer Kolonne von Kriegsgefangenen zugeteilt, die mit den abziehenden französischen Truppen Moskau verlässt.

### Viertes Buch

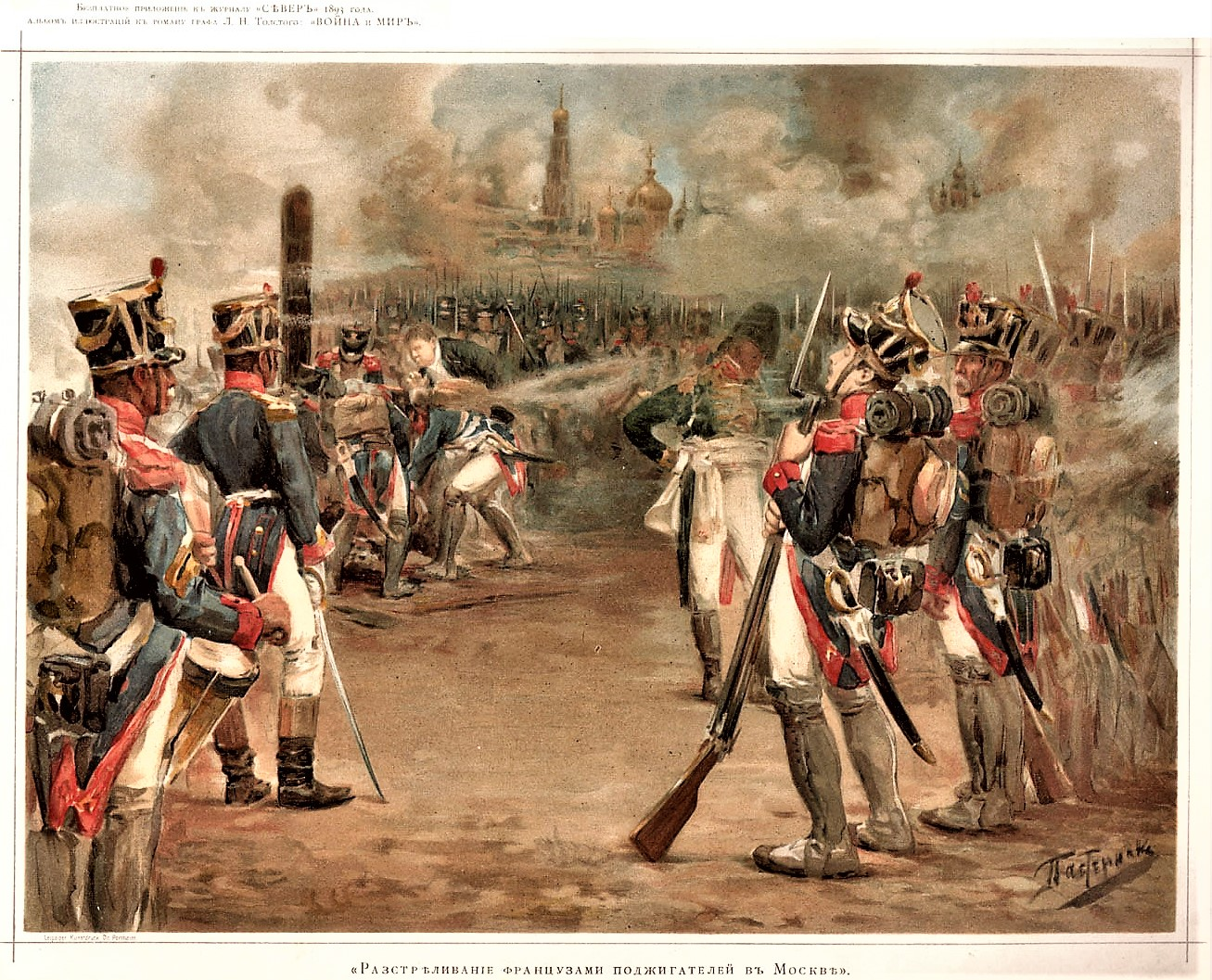
Pierre schaut sich nach der Exekution angeblicher russischer Brandstifter den Toten am Pfahl an. (4. Buch, I, XI)

Der Erzähler wechselt am Anfang des ersten Teils die Szenerie und zeigt die große Diskrepanz zwischen dem besetzten Moskau und den Diskussionen der Petersburger Gesellschaft über Patriotismus und die Verteidigung des Vaterlandes, während ihr luxuriöser Lebensstil sich nicht verändert (I, I ff.), ebenso wenig wie das Leben der Russen in den nicht vom Krieg betroffenen Provinzen. Davon kann sich Nikolai überzeugen, als er nach Woronesch abkommandiert wird, um Pferde für die Armee zu requirieren. Hier wird auch die personale Entwicklungs- und Beziehungsgeschichte der Protagonisten wieder aufgegriffen: Nikolai trifft Marja bei ihrer Tante und fühlt sich durch ihre „ihm fremde geistige Welt in ihrer ganzen Tiefe […] unwiderstehlich angezogen“ (I, VII). Gleichzeitig schreibt ihm Sonja vom Verlust des Rostowschen Vermögens in Moskau, verzichtet auf sein Versprechen und gibt ihm die Freiheit, aus Familieninteresse eine reiche Frau zu heiraten. Allerdings entschloss sie sich zu ihrem Opfer in einer Situation, als es Andrej etwas besser ging und sie Hoffnung auf eine Erneuerung seiner Beziehung zu Natascha hatte. Eine Eheschließung Andrejs mit Natascha würde die Finanzen der Rostows stabilisieren und zugleich eine Ehe Nikolais mit seiner Schwägerin aufgrund kirchlicher Gesetze ausschließen (I, VIII).
Als Marja von Nikolai erfährt, dass ihr kranker Bruder von den Rostows gepflegt wird, reist sie nach Jaroslawl und kann von Andrej Abschied nehmen (I, XIV ff.) Bei ihrer Ankunft ist er bereits, nach der kurzen Hoffnung auf ein Zusammenleben mit Natascha, in einer Phase der „Entfremdung von allem Irdischen und eine[r] freudige[n] und seltsame[n] Leichtigkeit des Seins. Ohne Eile oder Unruhe erwartete er, was ihm bevorstand. Dieses furchtgebietende Ewige, Unbekannte und Ferne, dessen Gegenwart er ständig, während seines ganzen Lebens empfunden hatte, jetzt war es für ihn das Nahe und […] das beinahe Verständliche und Spürbare“ (I, XVI). Natascha und Marja werden durch das gemeinsame Leid zu Freundinnen (IV, I ff.) und reisen nach dem Tod Andrejs und dem Abzug der Franzosen gemeinsam nach Moskau (IV, III).
In Pierres Entwicklung ist ein neuer Tiefstand erreicht. Unter dem Eindruck der Hinrichtungen, als er erst nach Abschluss der Exekutionen merkt, dass er selbst nur zur Abschreckung zuschauen musste, und des Mordens, „begangen von Menschen, die das nicht tun wollten, schien plötzlich die Feder, die doch alles gehalten und lebendig wirken ließ, aus seiner Seele herausgerissen, und alles war zusammengefallen zu einem Haufen sinnlosen Schutts […] der Glaube in ihm an eine wohlgeordnete Welt, an die menschliche, an seine Seele und an Gott war vernichtet“ (I, XII). Aus dieser Krise holt ihn die Bekanntschaft mit einem Mitgefangenen, dem einfachen Soldaten Platon Karatajew, heraus, der im vierten Buch den Marsch nach Smolensk nicht mehr bewältigt und von französischen Soldaten erschossen wird (III, XV). Dessen Ergebenheit in sein Los („Das Schicksal sucht sich immer einen Kopf. Und wir wollen immer rechten: das ist nicht gut, das ist nicht recht“) und seine schlichte Frömmigkeit beeindrucken ihn und „die zuvor zerstörte Welt [erhob] sich jetzt in neuer Schönheit in seiner Seele“ (I, XII). Durch dieses ärmliche Leben erreicht er in vier Wochen „jene Ruhe und Zufriedenheit mit sich selbst, nach der er früher vergeblich gesucht hatte […] die Übereinstimmung mit sich selbst“. Er hat erkannt, „dass alles in uns angelegte Streben nach positivem Glück nur dazu da sei, um uns, ohne uns zu befriedigen, zu quälen. […] Die Abwesenheit von Leiden, die Befriedigung der Bedürfnisse und infolgedessen die Freiheit, sich seine Beschäftigung zu wählen, das heißt seine Lebensform schienen Pierre jetzt zweifellos das höchste Glück des Menschen zu sein“. Er hat erlebt, dass ein Übermaß an Bequemlichkeiten des Lebens das ganze Glück durch die Befriedigung der Bedürfnisse zerstört (II, XII).
Mit dem zweiten Teil rückt die Kriegshandlung mit allgemeinen Beschreibungen und Analysen wieder in den Vordergrund: der „Flankenmarsch“ der Russen zuerst nach Osten und dann im Bogen nach Süden, um die nachfolgenden napoleonischen Truppen zu täuschen (II,I ff.), der Rückzug Napoleons aus Moskau und die russischen Reaktionen, wie der Angriff in der Schlacht bei Tarutino (II, III ff.) oder Kutusows Vermeidung einer großen verlustreichen Auseinandersetzung und die Beobachtung des sich immer mehr durch Versorgungsengpässe dezimierenden Gegners, begleitet durch Angriffe kleiner Gruppen. Insgesamt sieht der Erzähler sich bei seiner Erläuterung der in Partisanen-Taktik unabhängig voneinander operierenden Verbände Dawydows in seinem Geschichtsbild der kreativen Unordnung wegen der nicht koordinierbaren Teilaspekte und der Divergenz der Interessen bestätigt. Andererseits untersucht er die ihm nicht einsichtige Strategie des angeblichen Genies Napoleon und setzt sich u. a. mit seinen wirkungslosen Proklamationen und dem moralischen Zerfall und der Disziplinlosigkeit seiner marodierenden Armee auseinander, was schließlich zur Aufgabe Moskaus (II, VIII ff), zum Rückmarsch, zu der zunehmend ungeordnet verlaufenden Flucht und damit zum Untergang der großen Armee führt. Er nimmt Kutusow gegenüber Kritikern im eigenen Land vor dem Vorwurf in Schutz, sich militärisch, z. B. bei der Schlacht an der Beresina (IV, X) zurückgehalten, Napoleon und seinen Stab nicht gefangen genommen und damit seine Expansionspolitik nicht beendet zu haben. Der Erzähler arbeitet diese kontroverse Diskussion in fiktive Einzelhandlungen ein, in denen der General volksnah und auch den Gefangenen gegenüber mitfühlend dargestellt wird (IV, VI). Kutusows Ziel und seine militärische Möglichkeit sei nicht die europäische Dimension Zar Alexanders gewesen, sondern aus seinem Nationalgefühl heraus mit einem „Volkskrieg“ den Feind ohne große Schlacht aus dem Land zu treiben und mit den eigenen Kräften verantwortungsvoll umzugehen (III, XIX und IV, IV ff.). Er warnt in diesem Zusammenhang vor einer Glorifizierung Napoleons und davor, in der Entscheidung, seine Soldaten zurückzulassen und sich mit seiner Schlittenfahrt zu retten, ein Zeichen der Größe zu sehen. Ironisch zitiert er Napoleon: „Vom Erhabenen zum Lächerlichen ist nur ein Schritt“ (III, XVIII).

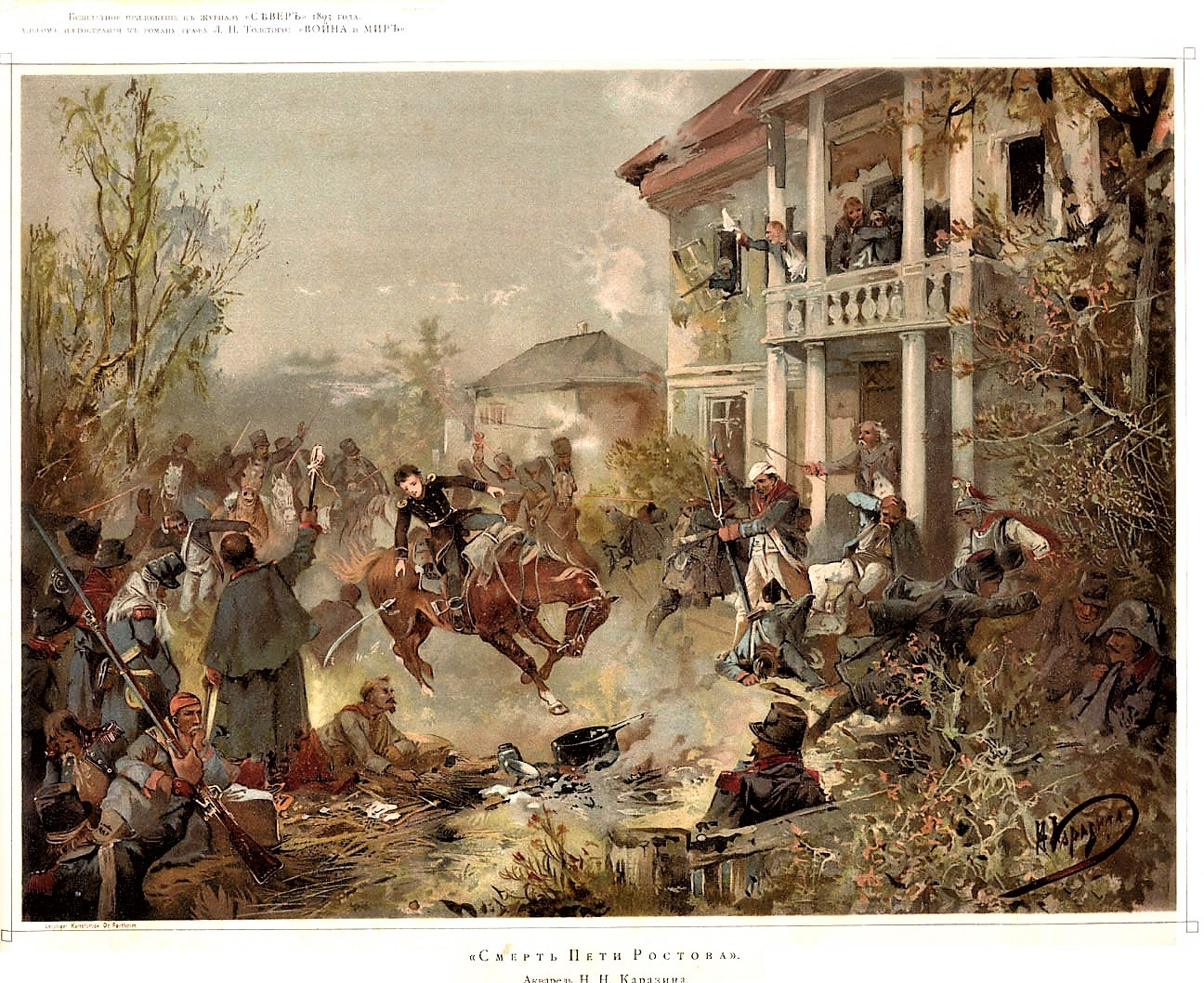
Petja Rostow wird bei einem Angriff von einer Kugel getötet. (4. Buch, III, XI)

In den Einzelhandlungen wird die neue Taktik an den Operationen Denissows mit seinem Kosaken-Trupp veranschaulicht, dem sich Petja, der jüngste Sohn der Rostows, angeschlossen hat (III, III ff.). Es ist die große Zeit für wagehalsige Kämpfer wie Dolochow, der in französischer Uniform die Stellungen und Operationen des Gegners auskundschaftet. Einmal wird er begleitet vom naiv-kriegsbegeisterten Petja, der sich als Held im Kampf bewähren will und ungeduldig seinem Einsatz entgegenfiebert. Ohne auf die Warnungen Denissows zu hören, reitet er stürmisch im Hof eines von Franzosen besetzten Gutshauses in den für ihn tödlichen Kugelhagel (III, IV ff.). Bei dieser Aktion werden russische Gefangene, u. a. Pierre, befreit (III, XI). Dieser hat auf seinem Marsch mit seiner durch Hunger und Krankheit dezimierten Gruppe an zerstörten Wagen und Tierkadavern vorbei seine neue diesseitsbezogene Lebensauffassung nicht aufgegeben. Er bewältigt Tag für Tag und denkt nicht über sich selbst nach: „Je schwieriger seine Lage wurde, je schrecklicher die Zukunft war, desto unabhängiger von der Situation, in der er sich befand, kamen ihm freudige und beruhigende Gedanken, Erinnerungen und Vorstellungen“ (III, XII). Nach seiner Befreiung kehrt er mit Optimismus nach Moskau zurück. Die Stadt wird nach dem Brand wieder aufgebaut. Er regelt die Sanierung seiner Häuser und die Schulden seiner Frau, mit der er nun, wie mit allen Menschen, Mitleid empfindet. Als er mit Marja und Natascha über ihre traurigen Erlebnisse spricht (IV, XV ff.), merken alle, dass sie sich verändert haben und im Leben gereift sind. Die gemeinsame Trauer über die Toten ihrer Familien verbinden Pierre und Natascha mit der Hoffnung auf den Neuanfang in einer Ehe. Später wird er sich an diese Phase als „Zeit des glücklichen Wahnsinns“ erinnern. Durch Natascha ist Pierres „Herz […] von Liebe so übervoll, dass er die Menschen ohne Grund liebte und nicht zu widerlegende Gründe fand, für die es wert war, sie zu lieben.“ (IV, XX).

### Epilog
Die Geschichtsbetrachtungen einzelner Kapitel der vier Bücher werden im Epilog in einer Art Essay zusammengefasst und systematisiert: In den ersten Kapiteln des ersten Teils greift der Erzähler (bzw. Autor) verschiedene historische Analysen vor allem des dritten und vierten Buches auf. Er beschreibt die Erfolge und Misserfolge Napoleons und Zar Alexanders und sieht darin ihre Rolle im großen, dem Menschen unverständlichen Spiel des Geschichtsregisseurs. Im zweiten Teil untersucht er die Frage nach der Kraft, welche die Völker bewegt und sie Kriege führen lässt. Dabei setzt er sich mit Theorien und Definitionen der Geschichtsschreiber verschiedener Jahrhunderte auseinander und weitet die Betrachtung aus zu philosophischen Fragen nach dem Wesen des Menschen, seinen Möglichkeiten und Grenzen. Aspekte der Analyse sind die göttliche Lenkung, die angebliche Genialität der Politiker und Feldherrn oder das Resultat der Entwicklung aus einer Vielzahl von unterschiedlich ausgerichteten Kräften mit Kreislaufbewegungen, philosophische und politische Ideen, die Willensfreiheit des einzelnen und das Gesetz der Notwendigkeit, der Wille der Massen, politische Macht und unrechtmäßige Gewalt. Er kommt zu dem Ergebnis, die Geschichtsforschung sollte die Vorgänge so weit wie möglich objektiv-undogmatisch und differenziert betrachten.

Stammbaum für Krieg und Frieden

Der private Handlungsstrang im ersten Teil (I, V ff.) spielt zwischen 1813 und 1820 und handelt von den Verbindungen Nataschas und Pierres sowie Marjas und Nikolais. Während die Ehe Pierres und Nataschas nach dem Trauerjahr geschlossen wird, fällt es Nikolai nach dem Tod des Vaters schwer, die Tilgung seiner Familienschulden durch die Heirat mit der reichen Marja mit seiner Ehre zu vereinbaren. Mit seinem Beamtengehalt kann er gerade seine Mutter, der die finanzielle Situation verheimlicht werden muss, und Sonja unterhalten. Doch Marja gelingt es, ihn auf der Grundlage ihrer Liebe von einer Lösung zu überzeugen. Sie heiraten, leben zusammen mit seiner Familie und Andrejs Sohn Nikolai auf ihrem Gut Lyssyje Gory, er kümmert sich um Verwaltung und Landwirtschaft und kann mit den Erträgen die Schulden abtragen. Sein Erfolgsrezept ist es, die Arbeit seiner Bauern zu beobachten und sich in sie hineinzudenken. So kann er viel lernen und zugleich ihr Vertrauen gewinnen und mit ihnen gut kooperieren (I, VII).
Die harmonische Familiensituation wird während des Aufenthalts der Besuchows bei den Rostows im Herbst und im Winter 1820 beschrieben (I; IX ff.). Marja und Natascha haben die Lebenserfüllung in ihren Rollen als glückliche Mütter und Ehefrauen gefunden. Natascha hat sogar ihre Eitelkeit und Putzsucht aufgegeben und bewundert ihren klugen Mann. Marja führt ein Tagebuch über ihre Kinder und die richtige Erziehungsmethode, und der wegen seiner Unbeherrschtheit mit sich oft unzufriedene Nikolai liebt sie wegen ihres ihm überlegenen Seelenlebens und ihrer erhabenen sittlichen Welt. Sie leben mit ihren zahlreichen Kindern, wie die alten Rostows, ganz auf die Familie konzentriert, allerdings gesellschaftlich reduziert und bescheidener, in einer bürgerlich-moralischen Familienauffassung. Pierre wird wegen seiner ruhigen, freundlichen Persönlichkeit während seiner Besuche zur Mittelpunktfigur, dem alle Sympathien gelten; vor allem Andrejs Sohn, der 15-jährige sensible Nikolenka, sieht in dem alten Freund seines Vaters sein Vorbild. Wie dieser möchte er nicht Soldat, sondern Gelehrter werden. Er hört aufmerksam zu, wie Pierre von seinen Gesprächen mit Gleichgesinnten in Petersburg erzählt, denen er die Idee eines russischen Tugendbundes zur moralischen und sozialen Reform der Gesellschaft vorgetragen hat, während Nikolai darin einen Aufstand gegen die Regierung befürchtet, die er als Soldat verteidigen würde. Vielleicht ist dies ein Hinweis auf den Dekabristenaufstand fünf Jahre später.

## Übersicht der Hauptpersonen
Die folgende Tabelle der knapp 60 Hauptpersonen in Tolstois Krieg und Frieden
ist in der ersten Spalte nach der Familie geordnet, so dass die zugehörigen Personen einer Familie beieinander stehen. Die Tabelle kann durch Klicken auf  nach jeweils einer Spalte umsortiert werden.
In der Spalte Verwandtschaft / Charakteristik werden Verwandtschaftsverhältnisse durch Bezug auf Familiennamen und Nummer in der Spalte Familie dargestellt. So bedeutet z. B. „Nichte von Besúchow 1“: Nichte von Graf Kiríll Wladímirowitsch Besúchow, der als Besúchow 1 in der Spalte Familie eingeordnet ist.
Außer bei deutschen Namensformen wird die Betonung durch einen Akzent (´) über dem betonten Vokal angegeben.
Beim Vatersnamen sind die Endungen -owitsch/-ewitsch, -itsch und -ytsch gleichbedeutend, z. B. Iwánowitsch, Iwánitsch, Iwánytsch.
| → Spaltensortierung |
| - Eine Spalte sortieren: das Symbol im Spaltenkopf anklicken. - Nach einer weiteren Spalte sortieren: Umschalttaste gedrückt halten und das Symbol anklicken. |

| Familie      | Titel        | Vorname             | Vatersname      | Familienname               | Rufname                                      | Verwandtschaft / Charakteristik                                        |
| ------------ | ------------ | ------------------- | --------------- | -------------------------- | -------------------------------------------- | ---------------------------------------------------------------------- |
| Bagratión    | Fürst        | Pjotr               | Iwánowitsch     | Bagratión                  |                                              | Armeekommandeur                                                        |
| Baláschew    |              |                     |                 | Baláschew                  |                                              | Generaladjutant des Zaren                                              |
| Berg 1       |              | Alfons              | Kárlytsch       | Berg                       | Adolf                                        | Offizier deutscher Herkunft                                            |
| Berg 2       |              | Vera                | Iljínitschna    | Berg, geb. Rostówa         |                                              | Frau von Berg 1, älteste Tochter von Rostów 1                          |
| Besúchow 1   | Graf         | Kiríll              | Wladímirowitsch | Besúchow                   |                                              |                                                                        |
| Besúchow 2   | Graf         | Peter, Pjotr        | Kiríllowitsch   | Besúchow                   | Pierre                                       | unehelicher Sohn von Besúchow 1                                        |
| Besúchow 3   | Gräfin       | Hélène              | Wassíljewna     | Besúchowa geb. Kurágina    | Lola                                         | 1. Frau von Besúchow 2                                                 |
| Besúchow 4   | Gräfin       | Natalie             | Iljínitschna    | Besúchowa geb. Rostówa     | Natáscha                                     | 2. Frau von Besúchow 2                                                 |
| Besúchow 5   | Prinzessin   | Katharina           | Semjónowna      | Mamontowa                  | Catíche                                      | Nichte von Besúchow 1                                                  |
| Besúchow 6   | Prinzessin   | Olga                |                 | Mamontowa                  |                                              | Nichte von Besúchow 1                                                  |
| Besúchow 7   | Prinzessin   | Sophie              |                 | Mamontowa                  |                                              | Nichte von Besúchow 1                                                  |
| Besúchow 8   |              | Ósip, Òssip         | Alexéjewitsch   | Basdjéjew                  | Jósif, Jóssif                                | bedeutender Freimaurer                                                 |
| Bilíbin      |              |                     |                 | Bilíbin                    |                                              | Diplomat                                                               |
| Bolkónski 1  | Fürst        | Nikolái             | Andréjewitsch   | Bolkónski                  |                                              | „der alte Fürst“                                                       |
| Bolkónski 2  | Fürst        | Andréj              | Nikolájewitsch  | Bolkónski                  | Andrúscha, André                             | Sohn von Bolkónski 1                                                   |
| Bolkónski 3  | Prinzessin   | Márja               | Nikolájewna     | Bolkónskaja verh. Rostów   | Marie, Máscha                                | Tochter von Bolkónski 1                                                |
| Bolkónski 4  | Fürstin      | Elisabeth, Lisaweta | Kárlowna        | Bolkónskaja geb. Meinen    | Lisa, Lise                                   | Frau von Bolkónski 2, „die kleine Fürstin“                             |
| Bolkónski 5  | Fürst        | Nikolái             | Andréjewitsch   | Bolkónski                  | Nikóluschka, Nikólenka                       | Sohn von Bolkónski 2                                                   |
| Bolkónski 6  | Mademoiselle | Amalia              | Jewgénjewna     | Bouriénne                  | Amélie                                       | Gesellschafterin von Bolkónski 3                                       |
| Bolkónski 7  |              | Tíchon              |                 |                            |                                              | Kammerdiener bei Bolkónski 1                                           |
| Bolkónski 8  |              | Jákow               | Alpátytsch      |                            |                                              | Verwalter bei Bolkónskis, = Bolkónski 9                                |
| Bolkónski 9  |              | Jakob               | Alpátitsch      |                            |                                              | Verwalter bei Bolkónskis, = Bolkónski 8                                |
| Davoút       | Marschall    |                     |                 | Davoút, Herzog von Eggmühl |                                              | Vertrauter Napoleons                                                   |
| Denísow 1    |              | Wassíli             | Dmítrytsch      | Denísow, Deníssow          | Wáska                                        | Husarenoffizier, Freund von Rostów 3                                   |
| Denísow 2    |              | Lawrénti            |                 |                            | Lawrúschka                                   | Bursche von Denísow 1, später von Rostów 3                             |
| Dólochow 1   |              | Márja               | Iwánowna        | Dólochowa                  |                                              |                                                                        |
| Dólochow 2   |              | Fjódor              | Iwánowitsch     | Dólochow                   | Fédja                                        | Sohn von Dólochow 1, Offizier und Abenteurer, Zechbruder von Kurágin 4 |
| Drubezkói 1  | Fürstin      | Ánna                | Micháilowna     | Drubezkája                 |                                              |                                                                        |
| Drubezkói 2  | Fürst        | Borís               |                 | Drubezkói                  | Bórja, Borenka                               | Sohn von Drubezkói 1                                                   |
| Karágin 1    | Fürstin      | Márja               | Lwówna          | Karágina                   |                                              |                                                                        |
| Karágin 2    |              | Júlja               |                 | Karágina                   | Julie                                        | Tochter von Karágin 1                                                  |
| Karatájew    |              | Platón              |                 | Karatájew                  |                                              | ein kriegsgefangener Bauer                                             |
| Kurágin 1    | Fürst        | Wassíli             | Sergéjewitsch   | Kurágin                    | Basile                                       |                                                                        |
| Kurágin 2    | Fürstin      | Alína               |                 | Kurágina                   | Aline                                        | Frau von Kurágin 1                                                     |
| Kurágin 3    | Fürst        | Ippolít             | Wassíljewitsch  | Kurágin                    |                                              | ältester Sohn von Kurágin 1                                            |
| Kurágin 4    | Fürst        | Anatól              | Wassíljewitsch  | Kurágin                    |                                              | jüngster Sohn von Kurágin 1                                            |
| Kurágin 5    | Prinzessin   | Hélène              | Wassíljewna     | Kurágina verh. Besúchowa   | Lola                                         | Tochter von Kurágin 1                                                  |
| Kutúsow      | General      | Micháil             | Illariónowitsch | Kutúsow                    |                                              | Oberkommandierender der Armee                                          |
| Napoleon     | Kaiser       | Napoleon I.         |                 | Bonaparte                  |                                              |                                                                        |
| Rostoptschín | Graf         |                     |                 | Rostoptschín               |                                              | Gouverneur von Moskau                                                  |
| Rostów 1     | Graf         | Iljá                | Andréjewitsch   | Rostów                     | Elie                                         | „der alte Graf“                                                        |
| Rostów 2     | Gräfin       | Natalie             |                 | Rostówa geb. Schinschina   |                                              | Frau von Rostów 1, „die alte Gräfin“                                   |
| Rostów 3     | Graf         | Nikolái             | Iljítsch        | Rostów                     | Nikólenka, Nicolas, Nikóluschka, Kolja, Koko | ältester Sohn von Rostów 1                                             |
| Rostów 4     | Graf         | Peter, Pjotr        | Iljítsch        | Rostów                     | Pétja                                        | jüngster Sohn von Rostów 1                                             |
| Rostów 5     |              | Vera                | Iljínitschna    | Rostówa, verh. Berg        |                                              | älteste Tochter von Rostów 1                                           |
| Rostów 6     |              | Natalie             | Iljínitschna    | Rostówa verh.Besúchowa     | Natáscha                                     | jüngste Tochter von Rostów 1                                           |
| Rostów 7     | Gräfin       | Márja               | Nikolájewna     | Rostów geb. Bolkónskaja    | Marie, Máscha                                | Tochter von Bolkónski 1                                                |
| Rostów 8     |              | Sófja               | Alexándrowna    |                            | Sónja                                        | Nichte von Rostów 1                                                    |
| Rostów 9     |              | Márja               | Dmítrijewna     | Achrosímowa                |                                              | Verwandte von Rostów 1                                                 |
| Rostów 10    |              | Peter               | Nikolájitsch    | Schinschin                 |                                              | Cousin von Rostów 2                                                    |
| Rostów 11    |              | Dimítri             | Wassíljewitsch  |                            | Mítenka                                      | Verwalter bei Rostóws                                                  |
| Sachárytsch  |              | Dron                |                 | Sachárytsch                | Drónuschka                                   |                                                                        |
| Timóchin     |              |                     |                 | Timóchin                   |                                              | Infanterieoffizier                                                     |
| Túschin      |              |                     |                 | Túschin                    |                                              | Artillerieoffizier                                                     |
| Zar 1        | Zar          | Alexander I.        | Páwlowitsch     | Romanow                    |                                              | Zar 1801–1825                                                          |
| Zar 2        | Großfürst    | Kónstantin          | Páwlowitsch     | Romanow                    |                                              | Bruder von Zar 1                                                       |
| Zar 3        | Zarinmutter  | Maria               | Feódorowna      |                            |                                              | Mutter von Zar 1                                                       |
| Zar 4        |              | Ánna                | Páwlowna        | Scherer                    | Annette                                      | Hofdame von Zar 3                                                      |

## Entstehungsgeschichte

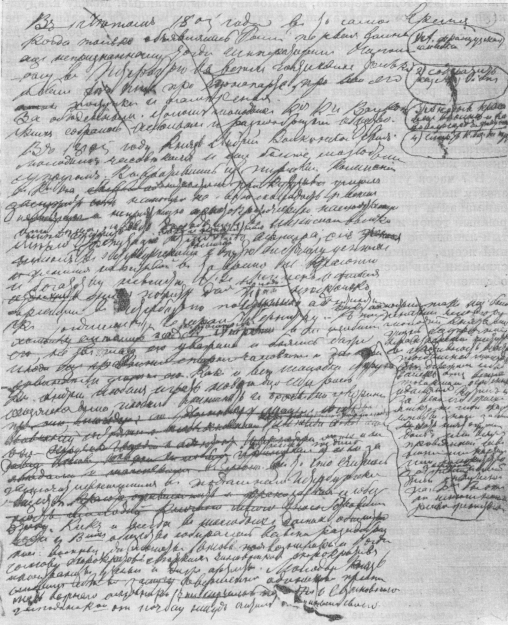
Tolstois Notizen zum 9. Entwurf von Krieg und Frieden, 1864

Die ursprüngliche Absicht Tolstois war es, einen Roman über den Dekabristenaufstand zu schreiben. Im Zuge seiner Recherchen über die Familien der Dekabristen konzentrierte er sich immer mehr auf die Napoleonischen Kriege, sodass der Aufstand nur noch im Epilog angedeutet wird. Auch Tolstois eigene Familiengeschichte, philosophische und geschichtswissenschaftliche Überlegungen und historische Anekdoten sind in das Werk eingebunden. Die erste Fassung wurde 1863 fertiggestellt und dessen erster Teil zwei Jahre später in der Zeitschrift Russkiy Vestnik unter dem Titel 1805 seriell veröffentlicht. Weitere Teile folgten bis 1867. Von 1866 bis 1869 schrieb Tolstoi den Roman um und veränderte unter anderem den Schluss. Diese Fassung erschien 1868/69 unter dem Titel Woina i mir in Moskau.

## Romantitel
Nach der heutigen russischen Rechtschreibung kann das Wort мир im Titel sowohl „Frieden“ als auch „Welt, Gesellschaft, (nationale) Gemeinschaft“ bedeuten. Nach der vorrevolutionären Rechtschreibung, die zur Zeit der Erstveröffentlichung galt, wurden die beiden gleichklingenden Wörter jedoch unterschiedlich geschrieben: Tolstoi hatte sein Werk in einem ersten Entwurf mit Война и міръ, also Der Krieg und die Gesellschaft oder Krieg und Nation überschrieben, dies aber später in миръ (Frieden) geändert. Letztere Schreibweise wurde auch bei Drucklegung benutzt. Entsprechend übersetzte Tolstoi selbst den Titel als La guerre et la paix ins Französische. Einige Slawisten, darunter Thomas Grob, sind der Ansicht, dass der ältere Titel besser zum Inhalt des Werks passe.

## Interpretation

### Menschen- und Weltbild
Der Roman wurde weltberühmt (s. Rezeption), weil er wie unter einem Brennglas die Zeit von 1805 bis 1812 aus russischer Sicht darstellt, in Verbindung eines gesellschaftlichen und familiären Erzählstrangs mit dem der Kriegshandlungen, wobei personale Beziehungsgeschichten und Staatsaktionen miteinander wechseln. Diese Handlungen beziehen sich auf ein philosophisches Zentrum: das Menschen- und Weltbild des Autors. Einmal, im Großen, die vielfältig sich überschneidenden politisch historischen, vom einzelnen Menschen – sogar vom Feldherrn Napoleon – schwer durchschaubaren, wie ein Netz aus Zufällen erscheinenden Kausalketten. Zweitens, im persönlichen Bereich, die Suche nach dem Lebenssinn und der Übereinstimmung mit sich selbst.

### Gesellschaft
In diesem Zusammenhang malt der Autor ein breites Gemälde vom gesellschaftlichen Stadt- und Landleben der Alexander-Zeit: harmonische Familienfeste bei Namenstagen, Hausmusik, Teepartys mit Freunden, Protektionen in der Militär- und Regierungshierarchie, Arrangement von Beziehungen im Spannungsfeld von Sympathien und Antipathien, Heiratspolitik mit Werbungen und Ablehnungen, Bälle als Gelegenheit der Selbstdarstellung und Vernetzung, repräsentative Theater- und Opernbesuche, symbolische Naturstimmungsbilder mit Schlittenfahrten und Parforcejagden auf Wölfe, Weihnachtsbräuche, burleske Wirtshaus- und Straßenszenen. In vielen Diskussionen und Gesprächen der Oberschicht sind Passagen in Französisch geschrieben, der damals im russischen Adel vorherrschenden Sprache. Diese französischen Passagen zeigten die Distanz auf, die zwischen der Mehrheit der Russen und den elitären Kreisen bestand (Übersetzer gehen mit den französischen Passagen verschieden um, siehe unten). In diesem Zusammenhang schildert der Roman auch gesellschaftliche Probleme, zum Beispiel die Gegensätze zwischen Adel und Geldadel, zwischen ehelicher und unehelicher Geburt etc.

### Historische und fiktive Personen
Die Romanfiguren agieren gemeinsam mit etwa 120 historischen Persönlichkeiten, darunter Napoleon Bonaparte, Zar Alexander I. oder der Oberkommandierende Michail Illarionowitsch Kutusow. Einige Protagonisten sind nach real existierenden Personen gezeichnet wie die Bolkonskis, die Ähnlichkeiten mit der Adelsfamilie Wolkonski haben.

### Kontrastfiguren
In diesem Zusammenhang stellt der Autor am Beispiel der Protagonisten Andrej und Marja Bolkonski, Natascha und Nikolai Rostow sowie Sonja und vor allem Pierre Besuchow in seiner Suchwanderung verschiedene Persönlichkeitsstrukturen und Lebensmodelle einander gegenüber. An ihnen und den Kontrastfiguren der Familie Kuragin demonstriert er eine Auseinandersetzung mit einem entkernten, entfremdeten, von gesellschaftlichen Strukturen veräußerlichten Leben. Die Differenz zwischen dem Intellektuellen Andrej und dem Gefühlsmenschen Pierre spiegelt die Spaltung der russischen Elite in slawophile Traditionalisten und westlich ausgerichtete Modernisierer. Zudem korreliert im Gegensatz zum klassischen Ideal äußerliche nicht mit seelischer Schönheit, sondern das innere Licht erleuchtet erst die menschliche Gestalt.

### Handlungsaufbau
Die Handlung ist im Wesentlichen chronologisch aufgebaut. In die allgemeinen Beschreibungen und Analysen der vom Autor recherchierten geschichtlichen Ereignisse, zumal der verschiedenen Schlachten des Dritten, des Vierten Koalitionskrieges und des Russlandfeldzugs, sind die fiktiven Einzelhandlungen eingearbeitet.

### Erzählform
Die Erzählform ist im Wesentlichen personal aus wechselnden Perspektiven der Hauptpersonen, mit auktorialen Kommentaren bzw. Erläuterungen über die Historie, die Bündnispolitik und die militärischen Strategien, die offenbar die Meinung des Autors spiegeln. Oft mischt er in die Beschreibungen der Schlachten Possessivpronomen ein (wie etwa unser Regiment).

### Literarische Einordnung
Tolstoi hat die Gattungsbezeichnung Roman für sein Werk abgelehnt, da sein Historiengemälde eine Mischung ist aus fiktiver Romanhandlung, Dokumentationen und Erörterungen historischer, vor allem militärstrategischer Darstellungen der Napoleon-Zeit und Reflexionen über deren Methoden und Deutungen. Diskussionen über Geschichts- und Menschenbilder sowie den Sinn des Lebens sind teils in die Handlung einbezogen, teils gibt es für diese Analysen in allgemeiner Form eigene Kapitel und ein umfangreiches geschichtsphilosophisches Traktat im 2. Teil des Epilogs als Abschluss des Gesamtwerks. Tolstoi notierte 1852 in sein Tagebuch folgende Überlegung: „Eine wirkliche, wahre Geschichte über das Europa unseres Jahrhunderts zu schreiben, das wäre ein Ziel fürs ganze Leben. Es gibt nur wenige Epochen in der Geschichte, die so lehrreich und so wenig untersucht sind wie diese.“

## Rezeption
Tolstois Roman, der seinen Autor, nach Gontscharow, zum „wahren Löwen der russischen Literatur“ machte, stieß beim Publikum auf große Resonanz: Übersetzungen in viele Sprachen, allein mehr als 15 deutsche, und zahlreiche Adaptionen spiegeln den weltweiten Erfolg. Das Werk wird, wie die internationale Rezeption, die literaturwissenschaftlichen Untersuchungen und die Aufnahme in Literaturlisten, z. B. die ZEIT-Bibliothek der 100 Bücher von 1978 bis 1980 und 2023, zeigen, der Weltliteratur zugerechnet.

### Realismus-Diskurs
V. a. in Russland wurde der Roman schon bald nach der Veröffentlichung eingehend rezensiert und in der Frage nach der realistischen Darstellung der Menschen und der Gesellschaft unterschiedlich beurteilt, wobei zu berücksichtigen ist, dass es sich um keine zeitgenössischen, sondern um ca. 50 Jahre zurückliegende historische Situationen handelt. Einige Rezensenten vermissten die Sozialkritik. So bemängelte Varfolomey Zaytsev die „Unfähigkeit des Autors […] eine neue Art revolutionärer Intelligenz darzustellen“. und D. Minayev, Vasily Bervi-Flerovsky und N. Shelgunov kritisierten den fehlenden „Realismus“: die Figuren seien „grausam und rauh“, „moralisch verdorben“, es herrsche eine „Philosophie der Stagnation“. Dagegen soll Michail Saltykow-Schedrin sich darüber gefreut haben, „wie stark dieser Graf unsere höhere Gesellschaft getroffen hat“, und Dmitri Pisarew lobte Tolstois Realismus bei der Darstellung der Mitglieder der gehobenen Gesellschaft. Er war aber unzufrieden, wie der Autor den alten Adel durch „unbewusste und ganz natürliche Zärtlichkeit“ idealisierte.
Kritik kam von der konservativen Presse und „patriotischen“ Autoren, u. a. von A. S. Norow und P. A. Wjasemski. Tolstoi habe die Geschichte von 1812 bewusst verzerrt, die „patriotischen Gefühle unserer Väter“ entweiht und den Adel lächerlich gemacht.

### Literarische Einordnung und Bewertung
Schwerpunkte literaturwissenschaftlicher Untersuchungen, wobei die Analysen von Pissarew, Annenkow, Dragomirow und Strachow u. a. die Grundlagen für die spätere Tolstoi-Forschung geschaffen haben, waren die literarische Einordnung und das Romankonzept mit dem Beziehungsgefüge der Charaktere:
Stellvertretend für viele fragte der Kritiker der liberalen Zeitung Golos: „Was könnte das sein? In was für ein Genre sollen wir es einordnen?… Wo ist Fiktion darin, und wo ist die wirkliche Geschichte?“ Für den Schriftsteller und Kritiker Nikolai Achscharamow ist Krieg und Frieden „weder eine Chronik noch ein historischer Roman“, sondern eine Genre-Verschmelzung, die gerade dadurch ihren literarischen Wert ausmache. Annenkow, ein weiterer Bewunderer Tolstois, bezeichnete das Werk als „die Kulturgeschichte eines großen Teils unserer Gesellschaft, das politische und soziale Panorama derselben zu Beginn dieses Jahrhunderts“. Turgenjew urteilt, der Roman sei „das [soziale] Epos, der Geschichtsroman und das große Bild des Lebens der ganzen Nation“.
Annenkow lobte Tolstois meisterhafte Darstellung der Menschen im Krieg, die Komplexität der gesamten Komposition, in der historische Fakten und Fiktion organisch miteinander verschmelzen. „Die schillernde Seite des Romans“ sei „die natürliche Einfachheit, mit der [der Autor] die weltlichen Angelegenheiten und großen gesellschaftlichen Ereignisse auf die Ebene einer Figur transportiert, die Zeuge davon ist“. Der Roman bilde „die ganze Epoche der russischen Fiktion“.

### Slawophilie?
Überschwängliches Lob kommt von Seiten der Slawophilen. Sie erklärten Tolstoi zu ihrem Bogatyr (Ritter) und erklärten Krieg und Frieden zur „Bibel der neuen nationalen Idee“. Strachow pries Krieg und Frieden als Werk eines Genies, ein Meisterwerk von einem in der russischen Literatur bis dahin unbekannten Niveau. Zugleich sah er als Slawophiler den Roman als Ausdruck von Grigorjews Idee von der „Überlegenheit des sanftmütigen russischen Charakters über die räuberische europäische Art“. Dieser Interpretation, sowie auch Grigorjews Konzept, widersprach allerdings Tolstoi 1878.

### Kriegsroman
Militärs und Kriegsliteratur-Autoren, z. B, der Journalist N. Lachinova, lobten die Kunstfertigkeit und den Realismus von Tolstois Darstellung der Schlacht von Schöngrabern und der Schlacht von Borodino. Der Armeegeneral und Militärschriftsteller Dragomirow empfahl Krieg und Frieden „als ideales Handbuch über Theorien der militärischen Kunst“.

### Urteile von Schriftstellerkollegen
Tolstois Schriftsteller-Zeitgenossen Gontscharow, Turgenjew, Leskow, Dostojewski und Fet erklärten Krieg und Frieden zum Meisterwerk:
Gontscharow nannte es eine russische Ilias: „Es ist ein grandioses literarisches Ereignis, das die ganze Epoche umfasst und die Galerie der großen Männer zeigt, die von einem lebhaften Pinsel des großen Meisters gemalt wurden … Dies ist eines der tiefgründigsten, wenn nicht sogar das tiefgründigste literarische Werk überhaupt.“ Krieg und Frieden sei „das außergewöhnliche Gedicht eines Romans, sowohl inhaltlich als auch in der Ausführung“. Es diene auch „als Denkmal für die glorreiche Epoche der russischen Geschichte, in der jede Figur, die man nimmt, ein Koloss ist, eine Statue aus Bronze. Selbst die Nebenfiguren [des Romans] tragen alle charakteristischen Züge des russischen Volkes und seines Lebens in sich“.
Fjodor Dostojewski bezeichnete in einem Brief an Strachow vom 30. Mai 1871 Krieg und Frieden als „das letzte Wort der Gutsbesitzerliteratur und noch dazu das glänzende“. In einer Entwurfsfassung von Die rohe Jugend beschrieb er Tolstoi als „einen Historiographen des Dworjanstwo, oder besser gesagt, seiner kulturellen Elite“. „Die Objektivität und der Realismus“ würden allen Szenen „einen wunderbaren Charme“ verleihen, und neben „Menschen mit Talent, Ehre und Pflicht“ entlarve er „zahlreiche Schurken, wertlose Schläger und Narren“. 1876 schrieb Dostojewski: „Ich bin fest davon überzeugt, dass ein Schriftsteller der Belletristik die tiefste Kenntnis haben muss – nicht nur über die poetische Seite seiner Kunst, sondern auch über die Wirklichkeit, mit der er sich auseinandersetzt, sowohl in ihrem historischen als auch in ihrem zeitgenössischen Kontext. Hier [in Russland] gibt es, soweit ich es sehe, nur einen Schriftsteller, der sich darin auszeichnet, Graf Lew Tolstoi.“
Nikolai Leskow bewertete Tolstois Werk als „den besten russischen historischen Roman aller Zeiten“ und als „den Stolz der zeitgenössischen Literatur“. Er bewunderte den Realismus und die sachliche Wahrhaftigkeit von Tolstois Buch und meinte, der Autor verdiene das besondere Verdienst, „den Geist des Volkes auf das hohe Podest gehoben zu haben, das er verdiente“. Während der Verfasser an den „einzelnen Charakteren“ gearbeitet habe, habe er offenbar „den Charakter der Nation als Ganzes aufs eifrigste studiert; das Leben von Menschen, deren moralische Stärke sich in der Armee konzentrierte, die gegen den mächtigen Napoleon kämpfte“. In dieser Hinsicht könne der Roman des Grafen Tolstoi „als ein Epos des Großen nationalen Krieges angesehen werden, der bisher seine Historiker, aber nie seine Sänger hatte“.
Iwan Turgenjew revidierte seine anfängliche Skepsis gegenüber dem historischen Aspekt des Romans und auch dem Stil von Tolstois psychologischer Analyse und nannte 1880 Tolstoi als den „populärsten russischen Schriftsteller“ und Krieg und Frieden als „eines der bemerkenswertesten Bücher unserer Zeit“: „Dieses gewaltige Werk“ habe den „Geist eines Epos, in dem das Leben Russlands zu Beginn unseres Jahrhunderts im Allgemeinen und in Details von der Hand eines wahren Meisters nachgebildet wurde … Die Art und Weise, wie Graf Tolstoi seine Abhandlung“ führe, sei „innovativ und originell“. Dies sei „das große Werk eines großen Schriftstellers“, und darin stecke „das wahre, wirkliche Russland“.
Durch Turgenjews Bemühungen gewann der Roman bei der europäischen Leserschaft an Popularität. Die erste französische Ausgabe von Krieg und Frieden (1879) ebnete den Weg für den weltweiten Erfolg Leo Tolstois und seiner Werke.
Seither haben viele weltberühmte Autoren Krieg und Frieden als Meisterwerk der Weltliteratur gepriesen: u. a. Gustave Flaubert, John Galsworthy, Romain Rolland, Thomas Mann, Virginia Woolf, Ernest Hemingway, Isaak Babel und Stefan Zweig. Dieser führte die enorme Wirkung des Romans darauf zurück, dass „die Sinnlosigkeit des Ganzen (des Krieges) sich in jeder Einzelheit spiegelt“, dass „der Zufall hundertmal entscheidet statt der Berechnung“ der klugen Strategen.

## Adaptionen

### Oper
Auf den 1938 ergangenen Vorschlag von Erwin Piscator hin komponierte der sowjetische Komponist Sergei Prokofiew in den vierziger Jahren die Oper Krieg und Frieden, welche 1955 im damaligen Leningrad uraufgeführt wurde. 1973 wurde das für seine Architektur berühmte Opernhaus im australischen Sydney mit dieser Oper eingeweiht.

### Verfilmungen
- Krieg und Frieden (1915), die erste russische Adaption des Themas (Война и мир (Voyna i mir)) Regie: Vladimir Gardin mit ihm selbst und der Ballerina Vera Karalli
- Krieg und Frieden (1956), US-Film unter der Regie von King Vidor; mit Audrey Hepburn (Natáscha), Henry Fonda (Pierre, s. u.) und Mel Ferrer (Andrej). Die Darstellung der Natáscha durch Audrey Hepburn wurde allgemein gelobt, während die Besetzung der Rolle des jungen Pierre Besúchow (der als „Zuschauer“ unmittelbar in die Schlacht bei Borodino, den Brand Moskaus und den Rückzug Napoleons hineingerät) durch Henry Fonda teilweise kritisch gesehen wurde. Das obligate Liebespaar wurde durch Audrey Hepburn und Mel Ferrer repräsentiert. An der Kinokasse hatte das Monumentalwerk wenig Erfolg und erhielt – obwohl für Kostüme, Kamera und Regie nominiert – keine Oscars.[60]
- Krieg und Frieden (1966–1967), sowjetische Verfilmung desselben Stoffes unter der Regie von Sergei Bondartschuk – die bis heute in Bezug auf Kosten, Material und Statisten aufwändigste Inszenierung. Der Film erhielt 1969 den Oscar für den besten fremdsprachigen Film.
- Die letzte Nacht des Boris Gruschenko (Originaltitel: Love and death) aus dem Jahr 1975, eine satirische Verfremdung des Romans Krieg und Frieden von und mit Woody Allen.
- Krieg und Frieden als englische Fernsehserie (Time Life Films London, 1972) in 20 Folgen, lief Anfang der 1970er Jahre in der ARD. Die Rolle des Pierre Besuchow spielte Anthony Hopkins. Regie führte John Davies.
- Krieg und Frieden (2007), vierteilige europäische Filmproduktion. Regie: Robert Dornhelm.
- Krieg und Frieden (War and Peace, 2016), sechsteilige englische Fernsehproduktion der BBC.

### Hörspiel
- Krieg und Frieden (1965), Hörspiel des Westdeutschen Rundfunks. Mit Walter Andreas Schwarz, Gustel Halenke, Heinz Bennent, u. a. Regie: Gert Westphal. 486 Minuten, 10 CDs, Patmos, Düsseldorf 2006, ISBN 3-491-91203-2.
- Krieg und Frieden (1967), Hörspiel des Rundfunks der DDR. Hörspielbearbeitung: Wolfgang Beck und Peter Goslicki; Übersetzung: Werner Bergengruen; Regie: Werner Grunow.
- Krieg und Frieden (2009), Hörbuch (Lesung) des Rundfunk Berlin-Brandenburg. Mit Ulrich Noethen. Regie: Ralph Schäfer. DAV, [Berlin] 2009, ISBN 978-3-89813-822-2.

### Ballett
- Krieg und Frieden (2008), Ballett von Wang Xinpeng, Idee, Konzept und Szenario von Christian Baier, Musik von Dmitri Schostakowitsch (UA Ballett Dortmund 2008).

### Theater
- Krieg und Frieden, Burgtheater Wien, Österreich. Fassung von Amely Joana Haag unter Verwendung der Übersetzung von Werner Bergengruen, Regie Matthias Hartmann, Premiere am 4. Dezember 2011.
- Krieg und Frieden, Koproduktion des Centraltheaters Leipzig mit den Ruhrfestspielen Recklinghausen, Übersetzung Barbara Conrad, Regie Sebastian Hartmann, Premiere am 20. Mai 2012. Die Inszenierung wurde 2013 zum Berliner Theatertreffen eingeladen.
- Krieg und Frieden, Mainfrankentheater Würzburg. Fassung und Inszenierung von Malte Kreutzfeldt unter Verwendung der Übersetzung von Werner Bergengruen, Premiere am 11. April 2015.

### Musical
- Natasha, Pierre & The Great Comet of 1812. New York, USA. Musical mit Buch, Musik und Songtexten von Dave Malloy. Premiere am Off-Broadway 2012, Broadway 2016, deutschsprachige Erstaufführung (Übersetzung von Roman Hinze) am 11. Februar 2023 am Landestheater Linz, Österreich.

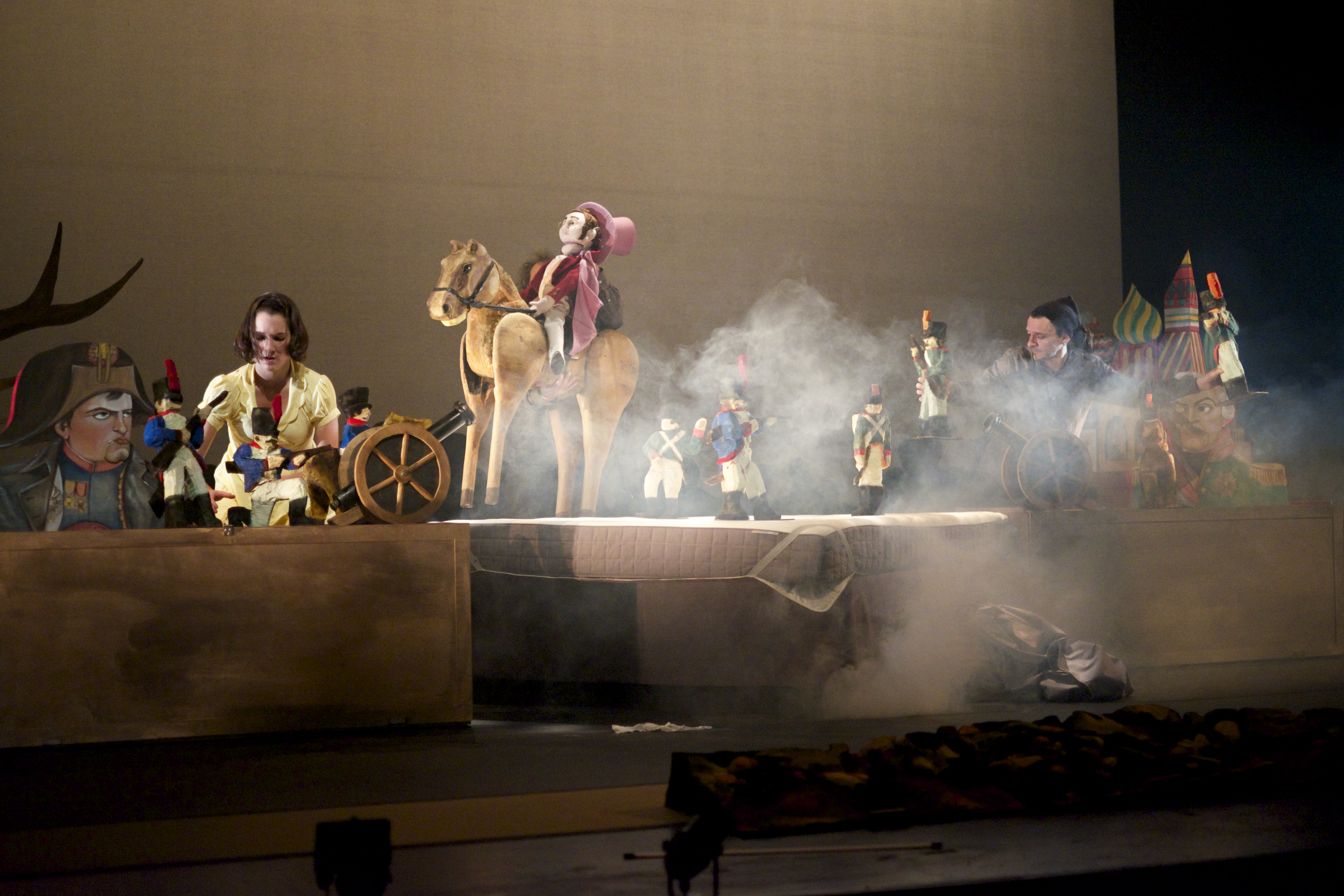
Aufführung von Krieg und Frieden im Théâtre de la Bordée; Quebec
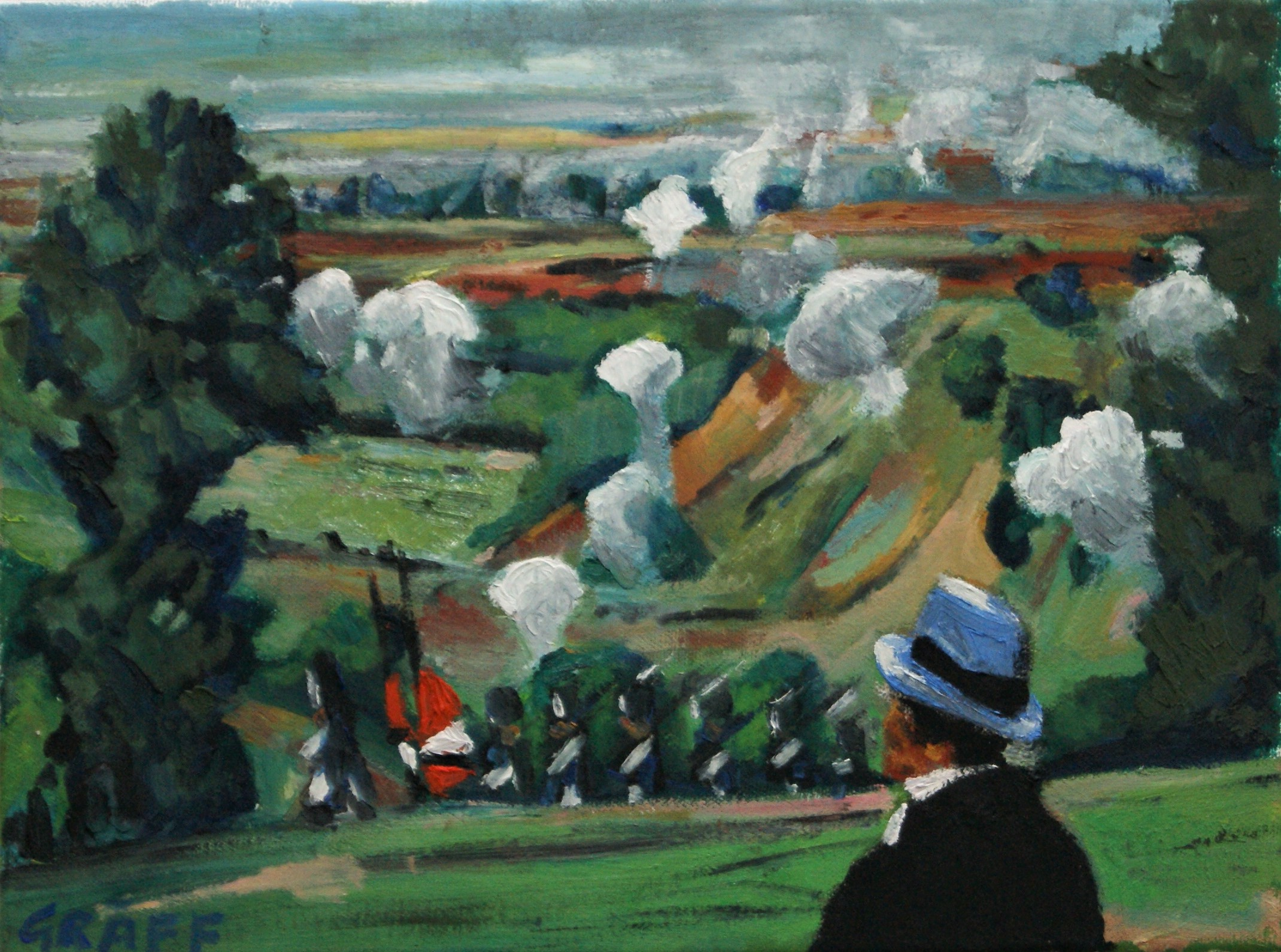
Pierre Besuchov bei Borodino (Ölbild von Matthias Laurenz Gräff, 2020)
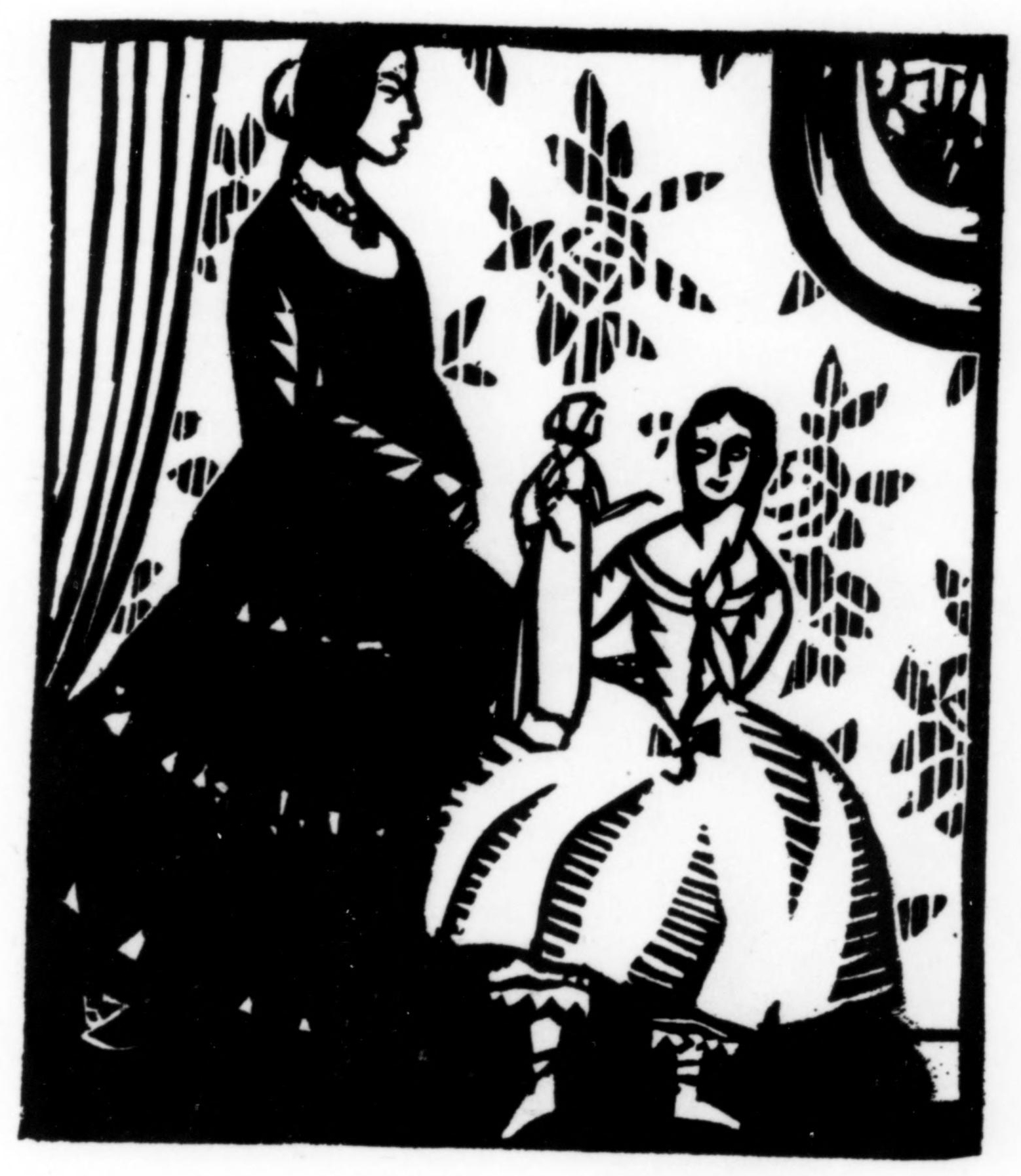
Natasha Rostova (Magazin-Illustration 1926)
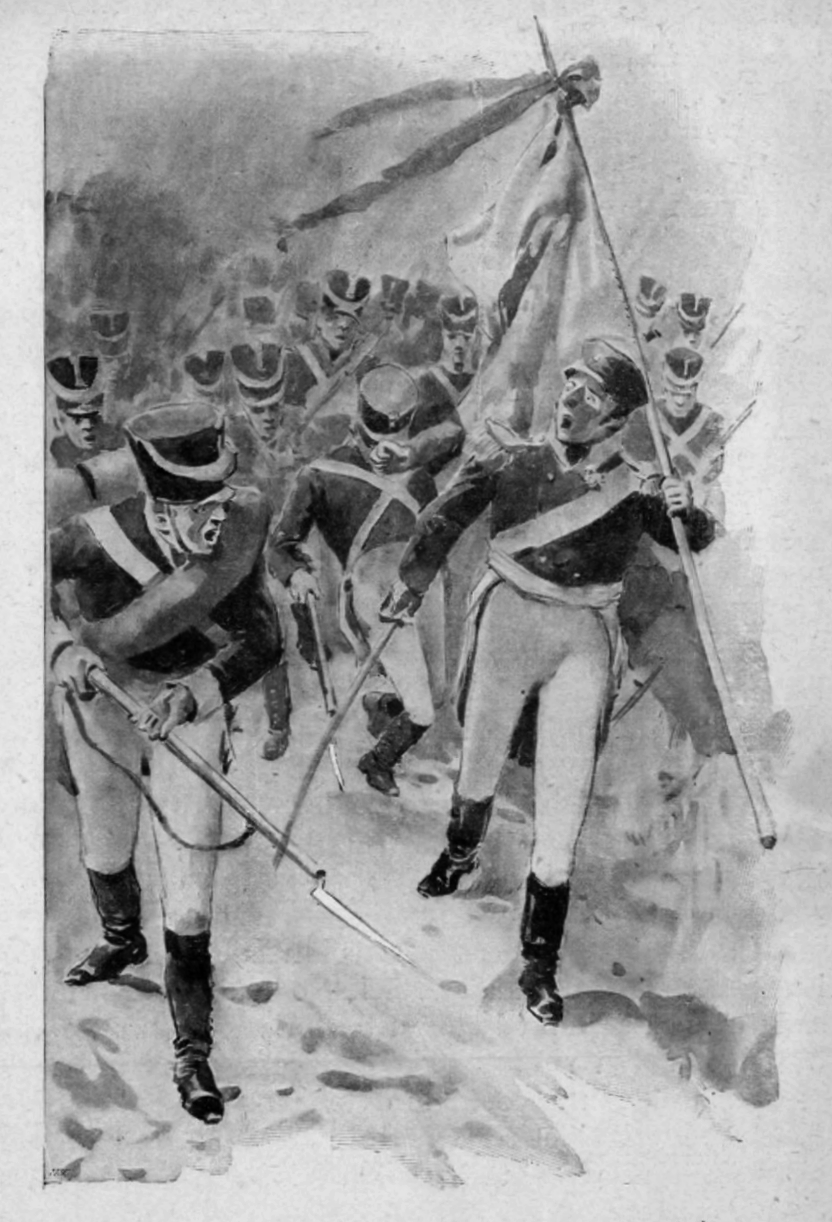
Angriff eines Bataillons (Illustration von Stanislav Hudeček[61])
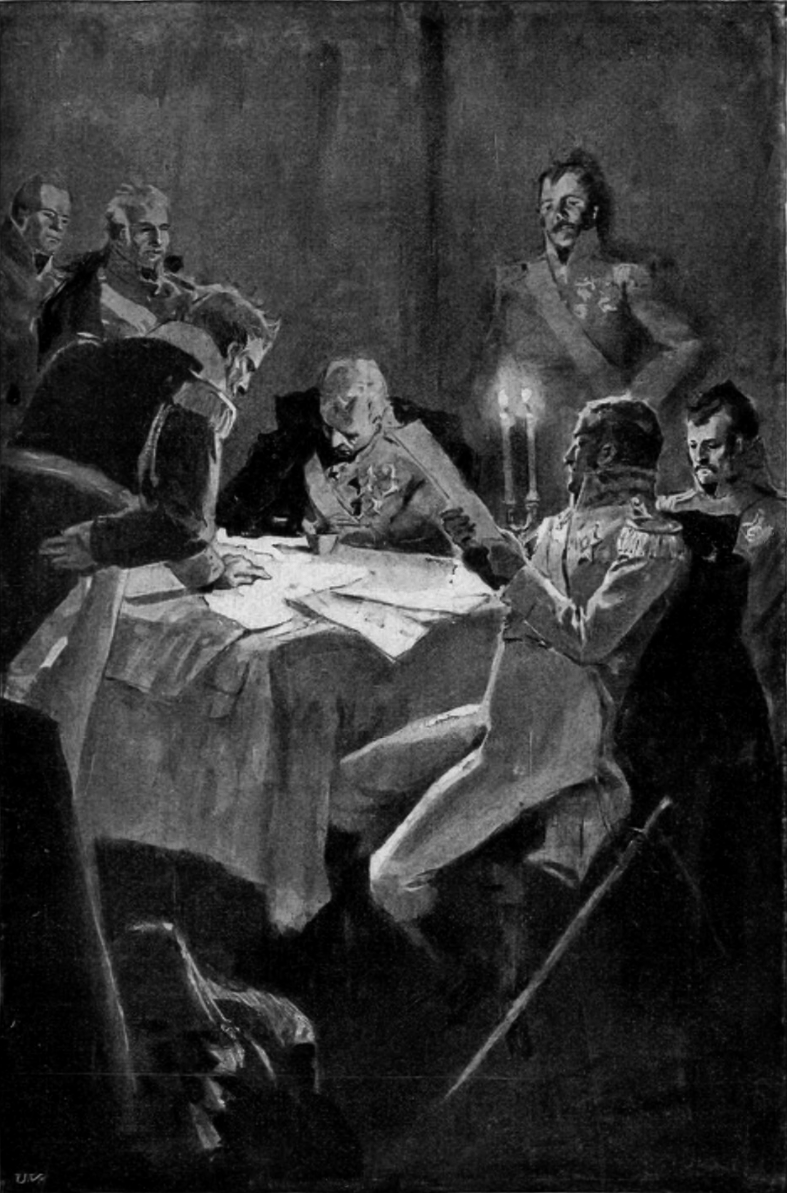
Disposition der zukünftigen Schlacht (Illustration von Stanislav Hudeček)

### Illustrationen
Tolstois Krieg und Frieden wurde vielfach bebildert. Die bekanntesten Künstler, mit deren Werken der Abschnitt Inhalt (s. o.) illustriert ist, sind:
- Nikolai Nikolajewitsch Karasin (1842–1908): Schöngrabern, Schlittenfahrt, Petja
- Leonid Ossipowitsch Pasternak (1862–1945): Ballsaal, Napoleon, Natascha-Andrei, Pfahl
- Jelisaweta Merkurjewna Boehm (1843–1914): Nataschas Gesang,
- Alexei Danilowitsch Kiwschenko (1852–1895): Jagdszene, Kutusow
- Klavdy Lebedev (Klawdi Wassiljewitsch Lebedew) (1852–1916): Lynchszene

## Deutsche Ausgaben

### Tabelle
Die Tabelle enthält die Erstausgaben der wichtigsten deutschen Übersetzungen. Abweichend davon werden einige Ausgaben mit Besonderheiten bzw. Onlineversionen ebenfalls aufgeführt. Alle Übersetzungen sind in mehreren Ausgaben erhältlich.
Mit den im Original französischen Textstellen gehen die Übersetzer unterschiedlich um (siehe rechte Spalte):
- Eindeutschung. Die französischen Textstellen werden auf Deutsch wiedergegeben.
- Originalwiedergabe auf Französisch ohne Übersetzung.
- Originalwiedergabe auf Französisch mit Übersetzung in Fußnoten oder in einem Beiheft.

Ein „E“ nach dem Jahr steht für „Erstausgabe“.
| Jahr   | Übersetzer                                                 | Ausgabe | Französische Textstellen                                    |
| ------ | ---------------------------------------------------------- | --- | ----------------------------------------------------------- |
| 1885 E | Ernst Strenge                                              | Krieg und Frieden. Historischer Roman. Mit Genehmigung des Autors herausgegeben; deutsche Übersetzung von Dr. Ernst Strenge. 4 Bände. Verlag von A. Deubner, Berlin 1885–1886.                                                                 |                                                             |
| 1892   | Ernst Strenge                                              | Krieg und Frieden. Historischer Roman. Mit Genehmigung des Autors herausgegeben; deutsche Übersetzung von Ernst Strenge. 2 Bände. 3. Auflage. Reclam (Reihe Reclams Universal-Bibliothek), Leipzig [1892].                                     |                                                             |
| 1892 E | Claire von Glümer Raphael Löwenfeld                        | Krieg und Frieden. [Übersetzung von Claire von Glümer und Raphael Löwenfeld]. In: Leo N. Tolstoi’s Gesammelte Werke. Band 5–8. Wilhelmi, Berlin 1891–1892.                                                                                     |                                                             |
| 1893 E | L. Albert Hauff (1838–1904)                                | Krieg und Frieden. Mit Genehmigung des Verfassers aus dem Russischen übersetzt von L. Albert Hauff. O. Janke, Berlin 1893 Onlineversion im Projekt Gutenberg.                                                                                  | Eingedeutscht                                               |
| 1915 E | Hermann Röhl (1851–1923)                                   | Krieg und Frieden. Ein Roman in fünfzehn Teilen mit einem Epilog [Übertragen von Hermann Röhl]. 3 Bände. Insel-Verlag, Leipzig [1915 oder 1916]; (= Aufbau-Taschenbücher. Band 2405). Aufbau-Taschenbuch, Berlin 2008, ISBN 978-3-7466-2405-1. | Eingedeutscht                                               |
| 1921   | Hermann Röhl (1851–1923)                                   | Krieg und Frieden: ein Roman in fünfzehn Teilen mit einem Epilog [Übertragen von Hermann Röhl]. In: Tolstois Meisterromane. Band 4–7. Insel-Verlag, Leipzig 1921. Onlineversion auf Zeno.org.                                                  | Eingedeutscht                                               |
| 1924 E | Erich Boehme (1879–1945)                                   | Krieg und Frieden. Roman [Übertragen von Erich Boehme]. In: Leo N. Tolstoj: Gesamtausgabe in 14 Bänden. Band 2–5. J. Ladyschnikow Verlag, Berlin [1924].                                                                                       | Original, ohne Übersetzung                                  |
| 1925   | Claire von Glümer Raphael Löwenfeld Ludwig Berndl          | Krieg und Frieden. [Übertragen von Claire von Glümer; Raphael Löwenfeld. Neu durchgesehen von Ludwig Berndl]. In: Lev N. Tolstoj: Dichterische Schriften. Band 7–10. Diederichs, Jena 1925.                                                    |                                                             |
| 1925 E | Erich Müller                                               | Krieg und Frieden. Ein Roman [Deutsch von Erich Müller]. 4 Bände. Bruno Cassirer, Berlin 1925. |                                                             |
| 1925 E | Michael Grusemann (1877–1941)                              | Krieg und Frieden. Roman in 4 Bänden [Deutsche Übertragung und Nachwort von Michael Grusemann]. Wegweiser-Verlag, Berlin 1925 oder 1926. | Original, ohne Übersetzung                                  |
| 1926 E | Marianne Kegel                                             | Krieg und Frieden. Roman in 15 Teilen mit einem Epilog von Karl Quenzel. Aus dem Russischen übersetzt von Marianne Kegel. 3 Bände. Hesse & Becker Verlag, Leipzig [1926].                                                                      |                                                             |
| 1928 E | Julius Paulsen Reinhold von Walter (1882–1965) Harald Torp | Krieg und Frieden. Roman in vier Banden. Übersetzt von Julius Paulsen, Reinhold von Walter und Harald Torp. Gutenberg Verlag, Hamburg [1928].                                                                                                  |                                                             |
| 1942 E | Otto Wyss W. Hoegner                                       | Krieg und Frieden [Aus dem Russischen übertragen von Otto Wyss und teilweise von W. Hoegner]. 2 Bände. Büchergilde Gutenberg, Zürich [1942].                                                                                                   |                                                             |
| 1953 E | Werner Bergengruen (1892–1964)                             | Krieg und Frieden. Roman. Vollständige ungekürzte Ausgabe in einem Band in der Übersetzung von Werner Bergengruen. Paul List Verlag, München 1953; 6. Auflage. Ebenda 2002, ISBN 978-3-423-13071-4.                                            | Original, Übersetzung in Seitenfußnoten                     |
| 1954 E | Werner Bergengruen (1892–1964) Ellen Zunk                  | Krieg und Frieden. Roman. Übersetzt von Werner Bergengruen, Teil 2 des Epilogs von Ellen Zunk übertragen. Rütten & Loening, Berlin 1954. |                                                             |
| 1956   | Marianne Kegel                                             | Krieg und Frieden. Roman. Aus dem Russischen übertragen von Marianne Kegel, Winkler, München 1956, ISBN 978-3-491-96054-1. | Zum Teil eingedeutscht, zum Teil Original, ohne Übersetzung |
| 1965 E | Werner Bergengruen (1892–1964) Ellen Zunk                  | Krieg und Frieden. Roman. Übersetzt von Werner Bergengruen, Teil 2 des Epilogs von Ellen Zunk übertragen. Rütten & Loening, Berlin 1965 in Verbindung mit dem Paul List Verlag, Leipzig.                                                       | Original, Übersetzungen und Personenregister in Beiheften   |
| 1965   | Erich Müller                                               | Krieg und Frieden. Roman [Übersetzt von Erich Müller. Mit einem Essay von Stefan Zweig]. 2 Bände. Bertelsmann Lesering, Gütersloh 1925. |                                                             |
| 1970   | Werner Bergengruen (1892–1964)                             | Krieg und Frieden. Nachwort von Heinrich Böll. [Aus dem Russischen ins Deutsche übertragen von Werner Bergengruen]. 2 Bände. List, München 1970.                                                                                               | Eingedeutscht                                               |
| 1978 E | Hertha Lorenz (* 1916)                                     | Krieg und Frieden. Roman. Aus dem Russischen übertragen und zeitgemäß bearbeitet von Hertha Lorenz. Klagenfurt, Kaiser 1978; ebenda 2005, ISBN 3-7043-2120-6.                                                                                  | Eingedeutscht                                               |
| 2002   | Marianne Kegel                                             | Krieg und Frieden. Roman. Aus dem Russischen von Marianne Kegel [mit Personentafel, Zeittafel, Literaturhinweisen, Nachwort und Anmerkungen von Barbara Conrad]. Patmos/Albatros, Düsseldorf 2002, ISBN 3-491-96054-1.                         | Zum Teil eingedeutscht, zum Teil Original, ohne Übersetzung |
| 2003 E | Dorothea Trottenberg (* 1957)                              | Krieg und Frieden. Die Urfassung. Aus dem Russischen von Dorothea Trottenberg. Mit einem Nachwort von Thomas Grob. Eichborn, Frankfurt am Main 2003, ISBN 3-8218-0702-4.                                                                       |                                                             |
| 2010 E | Barbara Conrad (* 1937)                                    | Krieg und Frieden. Übersetzt und kommentiert von Barbara Conrad. 2 Bände. Hanser, München 2010, ISBN 978-3-446-23575-5. Ausgezeichnet mit dem Preis der Leipziger Buchmesse 2011 (Kategorie: Übersetzung).                                     | Original, Übersetzung in Seitenfußnoten                     |

### Aktuelle Ausgaben
- Krieg und Frieden. Übersetzung Conrad (2010). dtv, Frankfurt am Main 2011, ISBN 978-3-423-59085-3.[68]
- Krieg und Frieden. Übersetzung Kegel (Patmos, 1956). Albatros, Düsseldorf 2002, ISBN 3-491-96054-1.
- Krieg und Frieden. 4 Bände. Übersetzung Boehme (1924). Diogenes, Zürich 2007, ISBN 978-3-257-21970-8 (Text der ersten beiden Ausgaben von 1868/69, mit den Korrekturen und der Kapiteleinteilung der dritten Ausgabe von 1873).
- Krieg und Frieden. 2 Bände. Übersetzung Röhl (Insel, 1921; neu durchgesehen und gekürzt von Margit Bräuer, 2007). Frankfurt am Main 2007, ISBN 978-3-458-35007-1.
- Krieg und Frieden. Übersetzung Röhl (1921). Anaconda, Köln 2007, ISBN 978-3-86647-176-4.
- Krieg und Frieden – Gratis E-Book. Null Papier Verlag, Neuss/Düsseldorf 2013, ISBN 978-3-95418-170-4 (Kindle), ISBN 978-3-95418-171-1 (Epub), ISBN 978-3-95418-172-8 (PDF), Download.

Hörbuch
- Krieg und Frieden. Lesung von Ulrich Noethen, Regie: Ralph Schäfer. 4020 Minuten, 54 CDs, Der Audio Verlag, Berlin 2009, ISBN 978-3-89813-822-2.